# 2024年パリパラリンピックのメダリスト一覧
2024年パリパラリンピックのメダリスト一覧（2024ねんパリパラリンピックのメダリストいちらん）は、フランスのパリにおいて2024年8月28日から9月8日まで開催された2024年パリパラリンピックのメダリストの一覧。
本大会では168の国・地域と難民選手団から約4400人が参加し、22競技549種目が実施された。

## アーチェリー
| 種目                          | 金                                                             | 銀                                                                       | 銅                                                         |
| ----------------------------- | -------------------------------------------------------------- | ------------------------------------------------------------------------ | ---------------------------------------------------------- |
| 男子個人 W1                   | ジェーソン・タバンスキー · アメリカ合衆国 (USA)                | 韓貴飛 · 中国 (CHN)                                                      | 張天鑫 · 中国 (CHN)                                        |
| 男子個人コンパウンド オープン | マット・スタッツマン · アメリカ合衆国 (USA)                    | 艾新亮 · 中国 (CHN)                                                      | 何梓豪 · 中国 (CHN)                                        |
| 男子個人リカーブ オープン     | ハルビンダー・シン · インド (IND)                              | ウカシュ・チシェク · ポーランド (POL)                                    | モハマド・レザ・アラブ・アメリ · イラン (IRI)              |
| 女子個人 W1                   | 陳敏儀 · 中国 (CHN)                                            | シャールカ・プルタルムシロバ · チェコ (CZE)                              | テレザ・ブラントロバ · チェコ (CZE)                        |
| 女子個人コンパウンド オープン | オズヌル・キュレ · トルコ (TUR)                                | ファテメ・ヘンマティ · イラン (IRI)                                      | ジョディ・グリンハム · イギリス (GBR)                      |
| 女子個人リカーブ オープン     | 呉春艶 · 中国 (CHN)                                            | 毋洋 · 中国 (CHN)                                                        | エリザベッタ・ミーノ · イタリア (ITA)                      |
| 混合団体 W1                   | 中国 (CHN) · 陳敏儀 · 張天鑫                                   | チェコ (CZE) · シャールカ・プルタル・ムシロバ · ダビト・ドラホニンスキー | イタリア (ITA) · ダイラ・ダメノ · パオロ・トノン           |
| 混合団体コンパウンド オープン | イギリス (GBR) · ジョディ・グリンハム · ネーサン・マックイーン | イラン (IRI) · ファテメ・ヘンマティ · ハディ・ノリ                       | インド (IND) · シータル・デビ · ラケシュ・クマール         |
| 混合団体リカーブ オープン     | イタリア (ITA) · エリザベッタ・ミーノ · ステファノ・トラビザニ | トルコ (TUR) · メルベ・ヌル・エロール · サディク・サバシュ               | スロベニア (SLO) · ジバ・ラブリンツ · デヤン・ファブチッチ |

## カヌー
| 種目     | 金                                                  | 銀                                                      | 銅                                                |
| -------- | --------------------------------------------------- | ------------------------------------------------------- | ------------------------------------------------- |
| 男子 KL1 | ピーター・キス · ハンガリー (HUN)                   | ルイス・カルロス・カルドゾ・ダ・シウバ · ブラジル (BRA) | レミ・ブーレ · フランス (FRA)                     |
| 男子 KL2 | カーティス・マグラス · オーストラリア (AUS)         | デービッド・フィリップソン · イギリス (GBR)             | ミコラ・シニュク · ウクライナ (UKR)               |
| 男子 KL3 | ブラヒム・ゲンドゥズ · アルジェリア (ALG)           | ディラン・リトルヘールズ · オーストラリア (AUS)         | ミケイアス・エリアス・ロドリゲス · ブラジル (BRA) |
| 男子 VL2 | フェルナンド・ルフィノ・デ・パウロ · ブラジル (BRA) | イゴル・アレックス・トファリニ · ブラジル (BRA)         | スティーブン・ハクストン · アメリカ合衆国 (USA)   |
| 男子 VL3 | ウラジスラフ・エピファノフ · ウクライナ (UKR)       | ジャック・イヤーズ · イギリス (GBR)                     | ピーター・コーワン · ニュージーランド (NZL)       |
| 女子 KL1 | カテリネ・ウォレルマン · チリ (CHI)                 | マリナ・マジュラ · ウクライナ (UKR)                     | エディナ・ミュラー · ドイツ (GER)                 |
| 女子 KL2 | シャーロット・ヘンショー · イギリス (GBR)           | エマ・ウィグス · イギリス (GBR)                         | アンヤ・アドラー · ドイツ (GER)                   |
| 女子 KL3 | ローラ・シュガー · イギリス (GBR)                   | ネリア・バルボサ · フランス (FRA)                       | フェリチア・ラベラー · ドイツ (GER)               |
| 女子 VL2 | エマ・ウィグス · イギリス (GBR)                     | ブリアナ・ヘネシー · カナダ (CAN)                       | スーザン・サイペル · オーストラリア (AUS)         |
| 女子 VL3 | シャーロット・ヘンショー · イギリス (GBR)           | ホープ・ゴードン · イギリス (GBR)                       | 鍾永淵 · 中国 (CHN)                               |

## 車いすテニス
| 種目               | 金                                                           | 銀                                                               | 銅                                                                     |
| ------------------ | ------------------------------------------------------------ | ---------------------------------------------------------------- | ---------------------------------------------------------------------- |
| 男子シングルス     | 小田凱人 · 日本 (JPN)                                        | アルフィー・ヒューエット · イギリス (GBR)                        | グスタボ・フェルナンデス · アルゼンチン (ARG)                          |
| 男子ダブルス       | イギリス (GBR) · アルフィー・ヒューエット · ゴードン・リード | 日本 (JPN) · 三木拓也 · 小田凱人                                 | スペイン (ESP) · ダニエル・カベルサスチ · マルティン・デ・ラ・プエンテ |
| 女子シングルス     | 上地結衣 · 日本 (JPN)                                        | ディーデ・デ・フロート · オランダ (NED)                          | アニク・ファン・クート · オランダ (NED)                                |
| 女子ダブルス       | 日本 (JPN) · 上地結衣 · 田中愛美                             | オランダ (NED) · ディーデ・デ・フロート · アニク・ファン・クート | 中国 (CHN) · 郭珞瑶 · 王紫瑩                                           |
| クァードシングルス | ニールス・フィンク · オランダ (NED)                          | サム・スフローダー · オランダ (NED)                              | ガイ・サソン · イスラエル (ISR)                                        |
| クァードダブルス   | オランダ (NED) · サム・スフローダー · ニールス・フィンク     | イギリス (GBR) · アンディ・ラプソーン · グレゴリー・スレイド     | 南アフリカ (RSA) · ドナルド・ラムファディ · ルーカス・シソレ           |

## 車いすバスケットボール
| 種目     | 金 | 銀 | 銅 |
| -------- | --- | --- | --- |
| 男子団体 | アメリカ合衆国 (USA) · ジェーコブ・ウィリアムズ · タレン・ジョーダン · ブライアン・ベル · スティーブ・セリオ · ポール・シュルト · ネーサン・ヒンズ · トレボン・ジェニファー · エージェイ・フィッツパトリック · ホルヘ・サラザール · ファビアン・ロモ · ジョン・ボイ · ジェロミー・マイヤー   | イギリス (GBR) · リー・フライヤー · サイモン・ブラウン · カイル・マーシュ · テリー・バイウォーター · ハリソン・ブラウン · アブディ・ジャマ · グレッグ・ウォーバートン · リー・マニング · ジム・パーマー · ピーター・キューサック · ベン・フォックス · フィリップ・プラット                                 | ドイツ (GER) · ニコ・ドライミュラー · マティアス・ギュントナー · トビアス・ヘル · ルーカス・グロスナー · ヤン・ハラー · ヤン・ザドラー · イェンザイケ・アルブレヒト · トーマス・ベーメ · アリアクザンドル・ハロウスキ · アレクサンダー・ブッデ · トーマス・ライヤー · ユリアン・ラメリング |
| 女子団体 | オランダ (NED) · イルセ・アーツ · シルヴァナ・ファン・ヘース · リンゼー・フレリンク · イツケ・フィサー · ジュリア・ファン・デル・スプロング · ボー・クラマー · クセナ・ウィメンヘーフェ · シェル・コルファー · サスキア・プロンク · カリナ・デ・ローイ · マリスカ・ベイヤー · イロネ・ポスト | アメリカ合衆国 (USA) · アレハンドラ・イバネス · アビゲール・バウレク · ジョシー・アスラクソン · ナタリー・シュナイダー · レベッカ・マリー · ローズ・ホラーマン · ケートリン・イートン · リンジー・ザーブラグ · エミリー・オバースト · ベーリー・ムーディ · イクスヘルト・ゴンザレス · コートニー・ライアン | 中国 (CHN) · 陳雪静 · 張雪梅 · 張彤蕾 · 呂桂娣 · 林穂玲 · 黄暁連 · 陳静雯 · 邱巧玲 · 張美美 · 龍雲 · 代佳夢 · 何想 |

## 車いすフェンシング
| 種目               | 金                                           | 銀 | 銅 |
| ------------------ | -------------------------------------------- | --- | --- |
| 男子エペ個人 A     | 孫剛 · 中国 (CHN)                            | ピアーズ・ギリバー · イギリス (GBR)                                                                                | ハカン・アッカヤ · トルコ (TUR)                                                                          |
| 男子エペ個人 B     | ディミトリ・クーティア · イギリス (GBR)      | ビシット・キングマナウ · タイ (THA)                                                                                | ミハウ・ドンブロフスキ · ポーランド (POL)                                                                |
| 男子フルーレ個人 A | 孫剛 · 中国 (CHN)                            | マッテオ・ベッティ · イタリア (ITA)                                                                                | 仲賽春 · 中国 (CHN)                                                                                      |
| 男子フルーレ個人 B | ディミトリ・クーティア · イギリス (GBR)      | 馮彦可 · 中国 (CHN)                                                                                                | 胡道亮 · 中国 (CHN)                                                                                      |
| 男子サーブル個人 A | マウリス・シュミット · ドイツ (GER)          | ピアーズ・ギリバー · イギリス (GBR)                                                                                | エドアルド・ジョルダン · イタリア (ITA)                                                                  |
| 男子サーブル個人 B | 馮彦可 · 中国 (CHN)                          | ミハウ・ドンブロフスキ · ポーランド (POL)                                                                          | 張傑 · 中国 (CHN)                                                                                        |
| 男子エペ団体       | 中国 (CHN) · 孫剛 · 田建全 · 張傑 · 仲賽春   | イラク (IRQ) · アンマル・アリ · ザイヌルアブディーン・マズフリ · ハイデル・アロガイリ                              | イギリス (GBR) · ディミトリ・クーティア · オリバー・ラム・ワトソン · ピアーズ・ギリバー                  |
| 男子フルーレ団体   | 中国 (CHN) · 孫剛 · 仲賽春 · 馮彦可 · 田建全 | イギリス (GBR) · ディミトリ・クーティア · オリバー・ラム・ワトソン · ピアーズ・ギリバー                            | フランス (FRA) · ダミアン・トカトリアン · リュドビク・ルモワーヌ · マキシム・バレ · ヨアン・ペテル       |
| 女子エペ個人 A     | 陳遠東 · 中国 (CHN)                          | クォン・ヒョギョン · 韓国 (KOR)                                                                                    | 辜海燕 · 中国 (CHN)                                                                                      |
| 女子エペ個人 B     | サイスニー・ジャナ · タイ (THA)              | 康蘇 · 中国 (CHN)                                                                                                  | オレナ・フェドテセエワ · ウクライナ (UKR)                                                                |
| 女子フルーレ個人 A | 鄒緒鳳 · 中国 (CHN)                          | 辜海燕 · 中国 (CHN)                                                                                                | フディト・ロドリゲス・メネンデス · スペイン (ESP)                                                        |
| 女子フルーレ個人 B | サイスニー・ジャナ · タイ (THA)              | 肖蓉 · 中国 (CHN)                                                                                                  | ベアトリーチェ・ビオ · イタリア (ITA)                                                                    |
| 女子サーブル個人 A | 辜海燕 · 中国 (CHN)                          | キンガ・ドロズズ · ポーランド (POL)                                                                                | ニノ・ティビラシビリ · ジョージア (GEO)                                                                  |
| 女子サーブル個人 B | サイスニー・ジャナ · タイ (THA)              | 肖蓉 · 中国 (CHN)                                                                                                  | オレナ・フェドテセエワ · ウクライナ (UKR)                                                                |
| 女子エペ団体       | 中国 (CHN) · 鄒緒鳳 · 辜海燕 · 康蘇 · 陳遠東 | ウクライナ (UKR) · エフヘニア・ブレウス · オレナ・フェドテセエワ · ナタリア・モルクビチ · ナディア・ドロー         | タイ (THA) · サイスニー・ジャナ · デュアン・ナプラシット · アピンヤ・トンデーン                          |
| 女子フルーレ団体   | 中国 (CHN) · 鄒緒鳳 · 辜海燕 · 肖蓉 · 陳遠東 | ハンガリー (HUN) · エバ・アンドレア・ハイマシ · ボグラルカ・メゾ · ジュジャンナ・クライニャク · アマリラ・ベレシュ | イタリア (ITA) · アンドレア・モゴス · ロッサナ・パスクイノ · ロレダナ・トリジリア · ベアトリーチェ・ビオ |

## 車いすラグビー
| 種目 | 金 | 銀 | 銅 |
| ---- | --- | --- | --- |
| 混合 | 日本 (JPN) · 池透暢 · 池崎大輔 · 小川仁士 · 草場龍治 · 倉橋香衣 · 島川慎一 · 中町俊耶 · 乗松聖矢 · 橋本勝也 · 長谷川勇基 · 羽賀理之 · 若山英史 | アメリカ合衆国 (USA) · サラ・アダム · チャック・アオキ · クレイトン・ブラケット · ジェフ・バトラー · リー・フレデッテ · ブラッド・ハズペス · チャック・メルトン · エリック・ニュービー · ジョシュ・オニール · ザイオン・レディントン · メイソン・シモンズ · ジョシュ・ウィーラー | オーストラリア (AUS) · ライリー・バット · クリス・ボンド · ベン・フォーセット · ブレイデン・フォックスリー＝コノリー · アンドリュー・エドモンソン · シェイ・グラハム · ジェイク・ハウ · ジョシュ・ニコルソン · ジェームズ・マッキラン · エミリー・ミラー · エラ・セイブリャク · ボー・バーノン |

## ゴールボール
| 種目 | 金 | 銀 | 銅 |
| ---- | --- | --- | --- |
| 男子 | 日本 (JPN) · 佐野優人 · 鳥居陽生 · 田口侑治 · 萩原直輝 · 金子和也 · 宮食行次                                                                                     | ウクライナ (UKR) · ワシリ・オリニク · アントン・ストレリチク · フェードル・シドレンコ · エフヘニー・ツィハネンコ · ロディオン・ジハリン · オレクサンドル・トポルコフ | ブラジル (BRA) · パウロ・サトゥルニノ · レオモン・モレノ · ジョゼマルシオ・ソウザ · ロマリオ・マルケス · エメルソン・エルネスト · アンドレ・ダンタス |
| 女子 | トルコ (TUR) · ファトマ・ギュル・ギュレル · レイハン・ユルマズ · セブダ・アルトゥノルク · セイダヌル・カプラン · セフタプ・アルトゥノルク · ベルフィン・アルタン | イスラエル (ISR) · エルハム・マハミド · ノア・マルカ · ガル・ハムラニ · オル・ミズラヒ · ロニ・オハヨン · リヒ・ベン・ダビド                                         | 中国 (CHN) · 張西伶 · 曹振華 · 許淼 · 王春艶 · 柯佩穎 · 王春花                                                                                       |

## サッカー（5人制）
| 種目     | 金 | 銀 | 銅 |
| -------- | --- | --- | --- |
| 男子団体 | フランス (FRA) · アレサンドロ・バルトロムッチ · ミケル・ミゲス · ガエル・リビエール · アキム・アレキ · マルタン・バロン · カリファ・ユーム · フレデリック・ビルルー · アフメド・ティディアヌ・ディアキテ · ファブリス・モルガド · ブノワ・シェブロー・ド・モントルフ | アルゼンチン (ARG) · ダリオ・レンシナ · アンヘル・デルド・ガルシア · ナウエル・エレディア · フロリアン・パディジャ · ヘスス・メルロス · マティアス・オリベラ · マクシミリアノ・エスピニジョ · オスバルド・フェルナンデス · マリオ・リオス · ヘルマン・ムレック | ブラジル (BRA) · ルアン・ゴンサウベス · マイコン・ジュニオール · カシオ・ロペス · ジョナタン・ボルジェス・ダ・シウバ · ジェファーソン・ゴンサウベス · ライムンド・ノナト・アウベス・メンデス · チアゴ・ダ・シウバ · リカルド・アウベス · ジャルジエル・ソアレス · マテウス・ブムサ |

## シッティングバレーボール
| 種目     | 金 | 銀 | 銅 |
| -------- | --- | --- | --- |
| 男子団体 | イラン (IRI) · ハミドレザ・アッバシフェシュキ · モルテザ・メヘルザード · メイサム・アリ・プル · ダウード・アリプリアン · メイサム・ハジババエイ・モバヘド · モハマド・ネマティ · サデグ・ビグデリ · マジド・ラシュカリサナミ · ホセイン・ゴレスタニ · イサ・ジラヒ · ラメザン・サレヒハジコラエイ · マフディ・ババディ | ボスニア・ヘルツェゴビナ (BIH) · イスメト・ゴディニャク · アドナン・マンコ · ステバン・ツルノブルニャ · アルミン・シェヒッチ · アシム・メディチ · ミルゼット・ドゥラン · ニザム・チャンチャル · ジェバド・ハムジッチ · エディン・ディノ · サフェト・アリバシッチ · サバフディン・デラリッチ · エルミン・ユスフォビッチ | エジプト (EGY) · ヒシャム・シュウィフ · ムハンマド・ハムディ・スダニ · アシュラフ・ザグルル・アブデラジズ・アブダラ · アフマド・モハメド・ソリマン・ハミス · アフマド・モハメド・ファドル · ホサム・マスド · サイード・ムサ・サード・ムサ · アブデルナビ・ハッサン・アフマド・アブデラティフ · ザカレイア・アブド · ムハンマド・アブエルヤジード · アフマド・ジクリ · メタワ・アブエルヒル |
| 女子団体 | アメリカ合衆国 (USA) · ヘザー・エリクソン · モニク・マシューズ · ホイットニー・ドスティ · カレオ・カナヘレ · ローラ・ウェブスター · ニッキー・ニエベス · ティア・エドワーズ · ベサニー・ズモ · アレクシス・シフレット · シドニー・サチェル · ケーティ・ブリッジ · エマ・シーク                                         | 中国 (CHN) · 呂紅琴 · 趙美玲 · 邱俊飛 · 章旭飛 · 李婷 · 黄路 · 王亜男 · 張麗君 · 蘇立梅 · 唐雪梅 · 許藝瀟 · 胡慧子 | カナダ (CAN) · ジュリー・コズン · ダニエル・エリス · ジェニファー・オークス · アニー・ファーガソン · ジョラン・ウォン · サラ・メレンカ · ハイディ・ピーターズ · ケートリン・ライト · フェリシア・ボス＝シャフィク · ジェニファー・マクリーシュ · アリソン・ラング |

## 自転車競技

### ロードレース

#### 男子
| 種目             | クラス | 金                                                                | 銀                                                                            | 銅                                                                            |
| ---------------- | ------ | ----------------------------------------------------------------- | ----------------------------------------------------------------------------- | ----------------------------------------------------------------------------- |
| タイムトライアル | B      | トリスタン・バンマ · パイロット:パトリック・ボス · オランダ (NED) | エリ・ド・カルバロ · パイロット:ミカエル・ギシャール · フランス (FRA)         | フィンセント・テル・シューレ · パイロット:ティモ・フランセン · オランダ (NED) |
| タイムトライアル | H1     | ファブリツィオ・コルネリアーニ · イタリア (ITA)                   | マクシム・ホルディエス · ベルギー (BEL)                                       | ニコラス・ピーター・デュ・プレアス · 南アフリカ (RSA)                         |
| タイムトライアル | H2     | セルヒオ・ガロテ・ムニョス · スペイン (ESP)                       | ルカ・マッツォーネ · イタリア (ITA)                                           | フロリアン・ジュアニー · フランス (FRA)                                       |
| タイムトライアル | H3     | マチュー・ボスレドン · フランス (FRA)                             | ヨアン・クウェール · フランス (FRA)                                           | マルティーノ・ピニ · イタリア (ITA)                                           |
| タイムトライアル | H4     | イエツェ・プラット · オランダ (NED)                               | トーマス・フルーウィルト · オーストリア (AUT)                                 | ヨナス・ファン・デ・ステーネ · ベルギー (BEL)                                 |
| タイムトライアル | H5     | ミッチ・バリゼ · オランダ (NED)                                   | ロイク・ベルノー · フランス (FRA)                                             | ルイス・コスタ · ポルトガル (POR)                                             |
| タイムトライアル | C1     | リカルド・テン・アルヒレス · スペイン (ESP)                       | ミヒャエル・トイバー · ドイツ (GER)                                           | ズビグニエフ・マチェイエフスキ · ポーランド (POL)                             |
| タイムトライアル | C2     | アレクサンドル・ロート · フランス (FRA)                           | エウォード・ブロマン · ベルギー (BEL)                                         | ダレン・ヒックス · オーストラリア (AUS)                                       |
| タイムトライアル | C3     | トマ・ペイロトン＝ダルテ · フランス (FRA)                         | エドゥアルド・サンタス・アセンシオ · スペイン (ESP)                           | マティアス・シンドラー · ドイツ (GER)                                         |
| タイムトライアル | C4     | ケビン・ル・カンフ · フランス (FRA)                               | ガティアン・ル・ルソ · フランス (FRA)                                         | ダミアン・ラモス・サンチェス · スペイン (ESP)                                 |
| タイムトライアル | C5     | ダニエル・アブラハム・ヘブル · オランダ (NED)                     | アリステア・ドノホー · オーストラリア (AUS)                                   | ドリアン・フロン · フランス (FRA)                                             |
| タイムトライアル | T1-2   | 陳健新 · 中国 (CHN)                                               | ネーサン・クレメント · カナダ (CAN)                                           | ティム・セレン · ベルギー (BEL)                                               |
| ロードレース     | B      | トリスタン・バンマ · パイロット:パトリック・ボス · オランダ (NED) | フィンセント・テル・シューレ · パイロット:ティモ・フランセン · オランダ (NED) | アレクサンドル・ロベラ · パイロット:ヨアン・パイヨ · フランス (FRA)           |
| ロードレース     | H1-2   | フロリアン・ジュアニー · フランス (FRA)                           | セルヒオ・ガロテ・ムニョス · スペイン (ESP)                                   | ルカ・マッツォーネ · イタリア (ITA)                                           |
| ロードレース     | H3     | マチュー・ボスレドン · フランス (FRA)                             | ヨアン・クウェール · フランス (FRA)                                           | ミルコ・テスタ · イタリア (ITA)                                               |
| ロードレース     | H4     | イエツェ・プラット · オランダ (NED)                               | トーマス・フルーウィルト · オーストリア (AUT)                                 | ラファウ・ビルク · ポーランド (POL)                                           |
| ロードレース     | H5     | ミッチ・バリゼ · オランダ (NED)                                   | ロイク・ベルノー · フランス (FRA)                                             | パブロ・バル · ウクライナ (UKR)                                               |
| ロードレース     | C1-3   | フィンレー・グラハム · イギリス (GBR)                             | トマ・ペイロトン＝ダルテ · フランス (FRA)                                     | アレクサンドル・ロート · フランス (FRA)                                       |
| ロードレース     | C4-5   | イエホル・デメンティエフ · ウクライナ (UKR)                       | ケビン・ル・カンフ · フランス (FRA)                                           | マルティン・ファン・デ・ポル · オランダ (NED)                                 |
| ロードレース     | T1-2   | 陳健新 · 中国 (CHN)                                               | デニス・コナーズ · アメリカ合衆国 (USA)                                       | フアン・ホセ・ベタンクール・キロガ · コロンビア (COL)                         |

#### 女子
| 種目             | クラス | 金                                                                            | 銀                                                                            | 銅                                                              |
| ---------------- | ------ | ----------------------------------------------------------------------------- | ----------------------------------------------------------------------------- | --------------------------------------------------------------- |
| タイムトライアル | B      | ケーティ＝ジョージ・ダンレビ · パイロット:リンダ・ケリー · アイルランド (IRL) | ソフィー・ウンウィン · パイロット:ジェニー・ホール · イギリス (GBR)           | ローラ・ファヒー · パイロット:コリーン・ホール · イギリス (GBR) |
| タイムトライアル | H1-3   | ケーテリナ・ブリム · アメリカ合衆国 (USA)                                     | ローレン・パーカー · オーストラリア (AUS)                                     | アニカ・ツァイエン＝ギレス · ドイツ (GER)                       |
| タイムトライアル | H4-5   | オクサナ・マスターズ · アメリカ合衆国 (USA)                                   | シャンタル・ハーネン · オランダ (NED)                                         | 孫変変 · 中国 (CHN)                                             |
| タイムトライアル | C1-3   | マイケ・ハウスベルガー · ドイツ (GER)                                         | フランセス・ブラウン · イギリス (GBR)                                         | アンナ・ベク · スウェーデン (SWE)                               |
| タイムトライアル | C4     | サマンサ・ボスコ · アメリカ合衆国 (USA)                                       | メグ・レモン · オーストラリア (AUS)                                           | フランツィスカ・マティレ＝デリク · スイス (SUI)                 |
| タイムトライアル | C5     | サラ・ストーリー · イギリス (GBR)                                             | ハイディ・ゴガン · フランス (FRA)                                             | アラナ・フォスター · オーストラリア (AUS)                       |
| タイムトライアル | T1-2   | マリーケ・ファン・セスト · オランダ (NED)                                     | セリーヌ・ファン・ティル · スイス (SUI)                                       | エマ・ルン · デンマーク (DEN)                                   |
| ロードレース     | B      | ソフィー・ウンウィン · パイロット:ジェニー・ホール · イギリス (GBR)           | ケーティ＝ジョージ・ダンレビ · パイロット:リンダ・ケリー · アイルランド (IRL) | ローラ・ファヒー · パイロット:コリーン・ホール · イギリス (GBR) |
| ロードレース     | H1-4   | ローレン・パーカー · オーストラリア (AUS)                                     | イエネッテ・ヤンセン · オランダ (NED)                                         | アニカ・ツァイエン＝ギレス · ドイツ (GER)                       |
| ロードレース     | H5     | オクサナ・マスターズ · アメリカ合衆国 (USA)                                   | 孫変変 · 中国 (CHN)                                                           | アナ・マリア・ビテラル · イタリア (ITA)                         |
| ロードレース     | C1-3   | 杉浦佳子 · 日本 (JPN)                                                         | フリュリナ・リリン · スイス (SUI)                                             | クララ・ブラウン · アメリカ合衆国 (USA)                         |
| ロードレース     | C4-5   | サラ・ストーリー · イギリス (GBR)                                             | ハイディ・ゴガン · フランス (FRA)                                             | パウラ・オサ · コロンビア (COL)                                 |
| ロードレース     | T1-2   | エマ・ルン · デンマーク (DEN)                                                 | セリーヌ・ファン・ティル · スイス (SUI)                                       | マリーケ・ファン・セスト · オランダ (NED)                       |

#### 男女混合
| 種目         | クラス | 金                                                                                    | 銀                                                                            | 銅                                                                                      |
| ------------ | ------ | ------------------------------------------------------------------------------------- | ----------------------------------------------------------------------------- | --------------------------------------------------------------------------------------- |
| チームリレー | H1-5   | フランス (FRA) · マチュー・ボスレドン · フロリアン・ジュアニー · ジョゼフ・フリッシュ | イタリア (ITA) · フェデリコ・メストロニ · ルカ・マッツォーネ · ミルコ・テスタ | アメリカ合衆国 (USA) · トラビス・ガートナー · ケーテリナ・ブリム · マット・ティングリー |

### トラックレース

#### 男子
| 種目                 | クラス | 金                                                                  | 銀                                                                          | 銅                                                                          |
| -------------------- | ------ | ------------------------------------------------------------------- | --------------------------------------------------------------------------- | --------------------------------------------------------------------------- |
| 1 kmタイムトライアル | B      | ジェームズ・ボール · パイロット:ステファン・ロイド · イギリス (GBR) | ニール・ファヒー · パイロット:マット・ロザーハム · イギリス (GBR)           | トーマス・ウルブリヒト · パイロット:ロベルト・フェルステマン · ドイツ (GER) |
| 1 kmタイムトライアル | C1-3   | 李樟煜 · 中国 (CHN)                                                 | 梁偉聡 · 中国 (CHN)                                                         | アレクサンドル・ロート · フランス (FRA)                                     |
| 1 kmタイムトライアル | C4-5   | コーリー・ボディントン · オーストラリア (AUS)                       | ブレーン・ハント · イギリス (GBR)                                           | アルフォンソ・カベリョ・リャマス · スペイン (ESP)                           |
| 個人追い抜き         | B      | トリスタン・バンマ · パイロット:パトリック・ボス · オランダ (NED)   | スティーブン・ベート · パイロット:クリストファー・レイサム · イギリス (GBR) | ロレンツォ・ベルナルド · パイロット:ダビデ・プレバーニ · イタリア (ITA)     |
| 個人追い抜き         | C1     | 李樟煜 · 中国 (CHN)                                                 | 梁偉聡 · 中国 (CHN)                                                         | リカルド・テン・アルヒレス · スペイン (ESP)                                 |
| 個人追い抜き         | C2     | アレクサンドル・ロート · フランス (FRA)                             | エウォード・ブロマン · ベルギー (BEL)                                       | マシュー・ロバートソン · イギリス (GBR)                                     |
| 個人追い抜き         | C3     | ジャコ・バンガス · イギリス (GBR)                                   | フィンレー・グラハム · イギリス (GBR)                                       | アレクサンドル・ヘイワード · カナダ (CAN)                                   |
| 個人追い抜き         | C4     | ヨゼフ・メテルカ · スロバキア (SVK)                                 | アーチー・アトキンソン · イギリス (GBR)                                     | ガティアン・ルルソ · フランス (FRA)                                         |
| 個人追い抜き         | C5     | ドリアン・フロン · フランス (FRA)                                   | イエホル・デメンティエフ · ウクライナ (UKR)                                 | エルアン・ガルドン · アメリカ合衆国 (USA)                                   |

#### 女子
| 種目             | クラス       | 金                                                                    | 銀                                                                                  | 銅                                                                  |
| ---------------- | ------------ | --------------------------------------------------------------------- | ----------------------------------------------------------------------------------- | ------------------------------------------------------------------- |
| タイムトライアル | B (1 km)     | エリザベス・ジョーダン · パイロット:ダニエル・カーン · イギリス (GBR) | ジェシカ・ギャラガー · パイロット:ケイトリン・ウォード · オーストラリア (AUS)       | ソフィー・ウンウィン · パイロット:ジェニー・ホール · イギリス (GBR) |
| タイムトライアル | C1-3 (500 m) | アマンダ・リード · オーストラリア (AUS)                               | 銭王偉 · 中国 (CHN)                                                                 | マイケ・ハウスベルガー · ドイツ (GER)                               |
| タイムトライアル | C4-5 (500 m) | カロリネ・フロート · オランダ (NED)                                   | マリ・パトゥイエ · フランス (FRA)                                                   | ケート・オブライエン · カナダ (CAN)                                 |
| 個人追い抜き     | B            | ソフィー・ウンウィン · パイロット:ジェニー・ホール · イギリス (GBR)   | ケーティ＝ジョージ・ダンレビ · パイロット:イブ・マククリスタル · アイルランド (IRL) | ローラ・ファヒー · パイロット:コリーン・ホール · イギリス (GBR)     |
| 個人追い抜き     | C1-3         | 王小梅 · 中国 (CHN)                                                   | ダフン・シュレーガー · イギリス (GBR)                                               | フリュリナ・リリン · スイス (SUI)                                   |
| 個人追い抜き     | C4           | エミリー・ペトリコラ · オーストラリア (AUS)                           | アナ・グレース・テーラー · ニュージーランド (NZL)                                   | キーリー・ショー · カナダ (CAN)                                     |
| 個人追い抜き     | C5           | マリ・パトゥイエ · フランス (FRA)                                     | ハイディ・ゴガン · フランス (FRA)                                                   | ニコール・マリー · ニュージーランド (NZL)                           |

#### 男女混合
| 種目             | クラス | 金                                                                              | 銀 | 銅                                                                                      |
| ---------------- | ------ | ------------------------------------------------------------------------------- | --- | --------------------------------------------------------------------------------------- |
| チームスプリント | C1-5   | イギリス (GBR) · カディーナ・コックス · ジャコ・バン・ガス · ジョディ・カンディ | スペイン (ESP) · リカルド・テン・アルヒレス · パブロ・ハラミリョ・ガリャルド · アルフォンソ・カベリョ・リャマス | オーストラリア (AUS) · ゴードン・アラン · アリステア・ドノホー · コーリー・ボディントン |

## 水泳

### 男子
| 種目                  | 金                                                    | 銀                                                        | 銅                                                            |
| --------------------- | ----------------------------------------------------- | --------------------------------------------------------- | ------------------------------------------------------------- |
| 50m自由形 S3          | ウムト・ウンル · トルコ (TUR)                         | デニス・オスタプチェンコ · ウクライナ (UKR)               | ヨジア・トプフ · ドイツ (GER)                                 |
| 50m自由形 S4          | セバスチャン・マサビー · カナダ (CAN)                 | 鈴木孝幸 · 日本 (JPN)                                     | アミ・オメル・ダダオン · イスラエル (ISR)                     |
| 50m自由形 S5          | 郭金城 · 中国 (CHN)                                   | 袁偉訳 · 中国 (CHN)                                       | 王李超 · 中国 (CHN)                                           |
| 50m自由形 S7          | アンドリー・トルソフ · ウクライナ (UKR)               | カルロス・セラノ・サラテ · コロンビア (COL)               | エゴル・エフロシニン · 中立パラリンピック (NPA)               |
| 50m自由形 S9          | シモーネ・バルラアム · イタリア (ITA)                 | デニス・タラソフ · 中立パラリンピック (NPA)               | フレデリック・ソールバルグ · ノルウェー (NOR)                 |
| 50m自由形 S10         | トーマス・ギャラガー · オーストラリア (AUS)           | フェリペ・ロドリゲス · ブラジル (BRA)                     | ローワン・クロザース · オーストラリア (AUS)                   |
| 50m自由形 S11         | 木村敬一 · 日本 (JPN)                                 | 華棟棟 · 中国 (CHN)                                       | なし                                                          |
| 50m自由形 S11         | 木村敬一 · 日本 (JPN)                                 | ウェンデル・ベラルミノ・ペレイラ · ブラジル (BRA)         | なし                                                          |
| 50m自由形 S13         | イハル・ボキ · 中立パラリンピック (NPA)               | イーリャ・ヤレメンコ · ウクライナ (UKR)                   | オレクシー・ビルチェンコ · ウクライナ (UKR)                   |
| 100m自由形 S4         | アミ・オメル・ダダオン · イスラエル (ISR)             | 鈴木孝幸 · 日本 (JPN)                                     | アンヘル・デ・ヘスス・カマチョ・ラミレス · メキシコ (MEX)     |
| 100m自由形 S5         | オレクサンドル・コマロフ · ウクライナ (UKR)           | 郭金城 · 中国 (CHN)                                       | キリル・プルバー · 中立パラリンピック (NPA)                   |
| 100m自由形 S6         | アントニオ・ファンティン · イタリア (ITA)             | タリソン・グロック · ブラジル (BRA)                       | ローラン・シャルダール · フランス (FRA)                       |
| 100m自由形 S8         | カラム・シンプソン · オーストラリア (AUS)             | ノア・ジャフィ · アメリカ合衆国 (USA)                     | アルベルト・アモデオ · イタリア (ITA)                         |
| 100m自由形 S10        | ステファノ・ライモンディ · イタリア (ITA)             | ローワン・クロザース · オーストラリア (AUS)               | トーマス・ギャラガー · オーストラリア (AUS)                   |
| 100m自由形 S12        | ヤロスラフ・デニセンコ · ウクライナ (UKR)             | マクシム・ベラクサ · ウクライナ (UKR)                     | ラマン・サレイ · アゼルバイジャン (AZE)                       |
| 200m自由形 S2         | ガブリエル・アラウジョ · ブラジル (BRA)               | ウラジーミル・ダニレンコ · 中立パラリンピック (NPA)       | アルベルト・アバルサ · チリ (CHI)                             |
| 200m自由形 S3         | ウムト・ウンル · トルコ (TUR)                         | デニス・オスタプチェンコ · ウクライナ (UKR)               | セルヒー・パラマルチュク · ウクライナ (UKR)                   |
| 200m自由形 S4         | アミ・オメル・ダダオン · イスラエル (ISR)             | ロマン・ジダノフ · 中立パラリンピック (NPA)               | 鈴木孝幸 · 日本 (JPN)                                         |
| 200m自由形 S5         | フランチェスコ・ボッチャルド · イタリア (ITA)         | キリル・プルバー · 中立パラリンピック (NPA)               | オレクサンドル・コマロフ · ウクライナ (UKR)                   |
| 200m自由形 S14        | ウィリアム・エラード · イギリス (GBR)                 | ニコラス・ベネット · カナダ (CAN)                         | ジャック・イレランド · オーストラリア (AUS)                   |
| 400m自由形 S6         | タリソン・グロック · ブラジル (BRA)                   | アントニオ・ファンティン · イタリア (ITA)                 | ヘスス・アルベルト・グティエレス・ベルムデス · メキシコ (MEX) |
| 400m自由形 S7         | フェデリコ・ビチェリ · イタリア (ITA)                 | アンドリー・トルソフ · ウクライナ (UKR)                   | イナキ・バシロフ · アルゼンチン (ARG)                         |
| 400m自由形 S8         | アルベルト・アモデオ · イタリア (ITA)                 | リード・マクスウェル · カナダ (CAN)                       | アンドレイ・ニコラエフ · 中立パラリンピック (NPA)             |
| 400m自由形 S9         | ウーゴ・ディディエ · フランス (FRA)                   | シモーネ・バルラーム · イタリア (ITA)                     | ブレンデン・ホール · オーストラリア (AUS)                     |
| 400m自由形 S11        | ダビト・クラトフビル · チェコ (CZE)                   | ロヒール・ドルスマン · オランダ (NED)                     | 富田宇宙 · 日本 (JPN)                                         |
| 400m自由形 S13        | イハル・ボキ · 中立パラリンピック (NPA)               | アレックス・ポルタル · フランス (FRA)                     | キリアン・ポルタル · フランス (FRA)                           |
| 50m背泳ぎ S1          | カミル・オトフスキ · ポーランド (POL)                 | フランチェスコ・ベッテラ · イタリア (ITA)                 | アントン・コール · ウクライナ (UKR)                           |
| 50m背泳ぎ S2          | ガブリエル・アラウジョ · ブラジル (BRA)               | ウラジーミル・ダニレンコ · 中立パラリンピック (NPA)       | アルベルト・アバルサ · チリ (CHI)                             |
| 50m背泳ぎ S3          | デニス・オスタプチェンコ · ウクライナ (UKR)           | ヨジア・トプフ · ドイツ (GER)                             | セルヒー・パラマルチュク · ウクライナ (UKR)                   |
| 50m背泳ぎ S4          | ロマン・ジダノフ · 中立パラリンピック (NPA)           | アンヘル・デ・ヘスス・カマチョ・ラミレス · メキシコ (MEX) | アルノシュト・ペトラチェク · チェコ (CZE)                     |
| 50m背泳ぎ S5          | 袁偉訳 · 中国 (CHN)                                   | 郭金城 · 中国 (CHN)                                       | 王李超 · 中国 (CHN)                                           |
| 100m背泳ぎ S1         | カミル・オトフスキ · ポーランド (POL)                 | アントン・コル · ウクライナ (UKR)                         | フランチェスコ・ベッテラ · イタリア (ITA)                     |
| 100m背泳ぎ S2         | ガブリエル・アラウジョ · ブラジル (BRA)               | ウラジーミル・ダニレンコ · 中立パラリンピック (NPA)       | アルベルト・アバルサ · チリ (CHI)                             |
| 100m背泳ぎ S6         | 楊洪 · 中国 (CHN)                                     | 王金剛 · 中国 (CHN)                                       | ディノ・シノフチッチ · クロアチア (CRO)                       |
| 100m背泳ぎ S7         | ユーリ・シェンフル · ウクライナ (UKR)                 | アンドリー・トルソフ · ウクライナ (UKR)                   | フェデリコ・ビチェリ · イタリア (ITA)                         |
| 100m背泳ぎ S8         | イニゴ・リョピス・サンス · スペイン (ESP)             | 窪田幸太 · 日本 (JPN)                                     | マルク・マルヤー · イスラエル (ISR)                           |
| 100m背泳ぎ S9         | ヤホル・シチャルカナウ · 中立パラリンピック (NPA)     | ウーゴ・ディディエ · フランス (FRA)                       | ボグダン・モズゴボイ · 中立パラリンピック (NPA)               |
| 100m背泳ぎ S10        | オリビエ・ファン・デ・フォールト · オランダ (NED)     | ステファノ・ライモンディ · イタリア (ITA)                 | トーマス・ギャラガー · オーストラリア (AUS)                   |
| 100m背泳ぎ S11        | ミハイロ・セルビン · ウクライナ (UKR)                 | ダビト・クラトフビル · チェコ (CZE)                       | ダニロ・チュファロフ · ウクライナ (UKR)                       |
| 100m背泳ぎ S12        | スティーブン・クレッグ · イギリス (GBR)               | ラマン・サレイ · アゼルバイジャン (AZE)                   | ヤロスラフ・デニセンコ · ウクライナ (UKR)                     |
| 100m背泳ぎ S13        | イハル・ボキ · 中立パラリンピック (NPA)               | ウラジーミル・ソトニコフ · 中立パラリンピック (NPA)       | アレックス・ポルタル · フランス (FRA)                         |
| 100m背泳ぎ S14        | ベンジャミン・ハンス · オーストラリア (AUS)           | ガブリエル・バンデイラ · ブラジル (BRA)                   | マーク・トンプセット · イギリス (GBR)                         |
| 50m平泳ぎ SB2         | アルヌルフォ・カストレナ · メキシコ (MEX)             | イスマイル・バルロフ · ボスニア・ヘルツェゴビナ (BIH)     | グラント・パターソン · オーストラリア (AUS)                   |
| 50m平泳ぎ SB3         | 鈴木孝幸 · 日本 (JPN)                                 | エフレム・モレリ · イタリア (ITA)                         | ミゲル・ルケ · スペイン (ESP)                                 |
| 100m平泳ぎ SB4        | ドミトリー・チェルニアエフ · 中立パラリンピック (NPA) | アントニオス・スタパターキス · ギリシャ (GRE)             | マヌエル・マテオ・ボルトゥッツォ · イタリア (ITA)             |
| 100m平泳ぎ SB5        | レオ・マクレア · スイス (SUI)                         | アントニ・ポンセ・ベルトラン · スペイン (ESP)             | ダニロ・セメニヒン · ウクライナ (UKR)                         |
| 100m平泳ぎ SB6        | 楊洪 · 中国 (CHN)                                     | ネルソン・クリスピン · コロンビア (COL)                   | エフヘニー・ボホダイコ · ウクライナ (UKR)                     |
| 100m平泳ぎ SB8        | アンドレイ・カリナ · 中立パラリンピック (NPA)         | 楊光龍 · 中国 (CHN)                                       | カルロス・ダニエル・セラノ・サラテ · コロンビア (COL)         |
| 100m平泳ぎ SB9        | ステファノ・ライモンディ · イタリア (ITA)             | エクトル・デナイエ · フランス (FRA)                       | マウリス・ウェテカム · ドイツ (GER)                           |
| 100m平泳ぎ SB11       | ロヒール・ドルスマン · オランダ (NED)                 | 楊博尊 · 中国 (CHN)                                       | ダニロ・チュファロフ · ウクライナ (UKR)                       |
| 100m平泳ぎ SB13       | タリーゾ・エンゲル · ドイツ (GER)                     | ヌルダウレト・ジュマガリ · カザフスタン (KAZ)             | バリ・イスラフィロフ · アゼルバイジャン (AZE)                 |
| 100m平泳ぎ SB14       | ニコラス・ベネット · カナダ (CAN)                     | ジェーク・ミシェル · オーストラリア (AUS)                 | 山口尚秀 · 日本 (JPN)                                         |
| 50mバタフライ S5      | 郭金城 · 中国 (CHN)                                   | 袁偉訳 · 中国 (CHN)                                       | 王李超 · 中国 (CHN)                                           |
| 50mバタフライ S6      | 王金剛 · 中国 (CHN)                                   | ネルソン・クリスピン · コロンビア (COL)                   | ローラン・シャルダール · フランス (FRA)                       |
| 50mバタフライ S7      | アンドリー・トルソフ · ウクライナ (UKR)               | カルロス・セラノ・サラテ · コロンビア (COL)               | エゴル・エフロシニン · 中立パラリンピック (NPA)               |
| 100mバタフライ S8     | アルベルト・アモデオ · イタリア (ITA)                 | 伍洪良 · 中国 (CHN)                                       | 楊光龍 · 中国 (CHN)                                           |
| 100mバタフライ S9     | シモーネ・バルラアム · イタリア (ITA)                 | ティモシー・ホッジ · オーストラリア (AUS)                 | ルイス・ビショップ · オーストラリア (AUS)                     |
| 100mバタフライ S10    | ステファノ・ライモンディ · イタリア (ITA)             | イーホル・ニムチェンコ · ウクライナ (UKR)                 | アレックス・サフィー · オーストラリア (AUS)                   |
| 100mバタフライ S11    | 木村敬一 · 日本 (JPN)                                 | ダニロ・チュファロフ · ウクライナ (UKR)                   | 富田宇宙 · 日本 (JPN)                                         |
| 100mバタフライ S12    | スティーブン・クレッグ · イギリス (GBR)               | ドミトリー・サレイ · 中立パラリンピック (NPA)             | ラマン・サレイ · アゼルバイジャン (AZE)                       |
| 100mバタフライ S13    | イハル・ボキ · 中立パラリンピック (NPA)               | アレックス・ポルタル · フランス (FRA)                     | エンリケホセ・アルハンブラモリャル · スペイン (ESP)           |
| 100mバタフライ S14    | アレクサンダー・ヒルハウス · デンマーク (DEN)         | ウィリアム・エラード · イギリス (GBR)                     | ガブリエル・バンデイラ · ブラジル (BRA)                       |
| 150m個人メドレー SM3  | ヨジア・トプフ · ドイツ (GER)                         | アハメド・ケリー · オーストラリア (AUS)                   | グラント・パターソン · オーストラリア (AUS)                   |
| 150m個人メドレー SM4  | ロマン・ジダノフ · 中立パラリンピック (NPA)           | アミ・オメル・ダダオン · イスラエル (ISR)                 | アンヘル・デ・ヘスス・カマチョ・ラミレス · メキシコ (MEX)     |
| 200m個人メドレー SM6  | 楊洪 · 中国 (CHN)                                     | ネルソン・クリスピン・コルソ · コロンビア (COL)           | タリソン・エンリケ・グロック · ブラジル (BRA)                 |
| 200m個人メドレー SM7  | イナキ・バシロフ · アルゼンチン (ARG)                 | アンドリー・トルソフ · ウクライナ (UKR)                   | エフヘニー・ボホダイコ · ウクライナ (UKR)                     |
| 200m個人メドレー SM8  | 徐海蛟 · 中国 (CHN)                                   | 楊光龍 · 中国 (CHN)                                       | ディオゴ・カンセラ · ポルトガル (POR)                         |
| 200m個人メドレー SM9  | ティモシー・ホッジ · オーストラリア (AUS)             | ウーゴ・ディディエ · フランス (FRA)                       | エクトル・デナイエ · フランス (FRA)                           |
| 200m個人メドレー SM10 | ステファノ・ライモンディ · イタリア (ITA)             | コール・ピアース · オーストラリア (AUS)                   | イーホル・ニムチェンコ · ウクライナ (UKR)                     |
| 200m個人メドレー SM11 | ロヒール・ドルスマン · オランダ (NED)                 | ダニロ・チュファロフ · ウクライナ (UKR)                   | ダビト・クラトフビル · チェコ (CZE)                           |
| 200m個人メドレー SM13 | イハル・ボキ · 中立パラリンピック (NPA)               | アレックス・ポルタル · フランス (FRA)                     | ウラジーミル・ソトニコフ · 中立パラリンピック (NPA)           |
| 200m個人メドレー SM14 | ニコラス・ベネット · カナダ (CAN)                     | リース・ダービー · イギリス (GBR)                         | リッキー・ベター · オーストラリア (AUS)                       |

### 女子
| 種目                  | 金                                                    | 銀                                                    | 銅                                                    |
| --------------------- | ----------------------------------------------------- | ----------------------------------------------------- | ----------------------------------------------------- |
| 50m自由形 S4          | リアン・スミス · アメリカ合衆国 (USA)                 | ターニャ・ショルツ · ドイツ (GER)                     | レイチェル・ワトソン · オーストラリア (AUS)           |
| 50m自由形 S6          | 蔣裕燕 · 中国 (CHN)                                   | エリザベス・マークス · アメリカ合衆国 (USA)           | アンナ・ホンタル · ウクライナ (UKR)                   |
| 50m自由形 S8          | アリス・タイ · イギリス (GBR)                         | セシリア・ジェロニモ・デ・アラウジョ · ブラジル (BRA) | ビクトリア・イシチウロワ · 中立パラリンピック (NPA)   |
| 50m自由形 S10         | 陳懿 · 中国 (CHN)                                     | クリスティ・ラリー＝クロスリー · アメリカ合衆国 (USA) | オレリ・リバール · カナダ (CAN)                       |
| 50m自由形 S11         | 馬佳 · 中国 (CHN)                                     | カロリナ・ペレンドリトゥ · キプロス (CYP)             | マリナ・ピッドブナ · ウクライナ (UKR)                 |
| 50m自由形 S13         | マリア・カロリナ・ゴメス・サンチアゴ · ブラジル (BRA) | ジア・パーゴリーニ · アメリカ合衆国 (USA)             | カルロッタ・ジリ · イタリア (ITA)                     |
| 100m自由形 S3         | リアン・スミス · アメリカ合衆国 (USA)                 | マルタ・フェルナンデス・インファンテ · スペイン (ESP) | レイチェル・ワトソン · オーストラリア (AUS)           |
| 100m自由形 S5         | タリー・カーニー · イギリス (GBR)                     | イリーナ・ポイダ · ウクライナ (UKR)                   | モニカ・ボッジョーニ · イタリア (ITA)                 |
| 100m自由形 S7         | 蔣裕燕 · 中国 (CHN)                                   | モーガン・スティックニー · アメリカ合衆国 (USA)       | ジュリア・テルツィ · イタリア (ITA)                   |
| 100m自由形 S9         | アレクサ・リアリー · オーストラリア (AUS)             | クリスティ・ラリー＝クロスリー · アメリカ合衆国 (USA) | マリアナ・リベイロ · ブラジル (BRA)                   |
| 100m自由形 S10        | エメリーヌ・ピエール · フランス (FRA)                 | オレリ・リバール · カナダ (CAN)                       | アレシア・スコルテキーニ · イタリア (ITA)             |
| 100m自由形 S11        | ダリア・ルキアネンコ · 中立パラリンピック (NPA)       | リエセッテ・ブラインスマ · オランダ (NED)             | 張暁彤 · 中国 (CHN)                                   |
| 100m自由形 S12        | マリア・カロリナ・ゴメス・サンチアゴ · ブラジル (BRA) | アンナ・ステツェンコ · ウクライナ (UKR)               | 辻内彩野 · 日本 (JPN)                                 |
| 200m自由形 S5         | タリー・カーニー · イギリス (GBR)                     | イリーナ・ポイダ · ウクライナ (UKR)                   | モニカ・ボッジョニ · イタリア (ITA)                   |
| 200m自由形 S14        | バレリア・シャバリナ · 中立パラリンピック (NPA)       | ポッピー・マスキル · イギリス (GBR)                   | ルイーズ・フィデス · イギリス (GBR)                   |
| 400m自由形 S6         | 蔣裕燕 · 中国 (CHN)                                   | ノラ・マイスター · スイス (SUI)                       | メイジー・サマーズ＝ニュートン · イギリス (GBR)       |
| 400m自由形 S7         | モーガン・スティックニー · アメリカ合衆国 (USA)       | マケンジー・コーン · アメリカ合衆国 (USA)             | ジュリア・テルツィ · イタリア (ITA)                   |
| 400m自由形 S8         | ジェシカ・ロング · アメリカ合衆国 (USA)               | アリス・タイ · イギリス (GBR)                         | クセニア・フランチェスカ・パラッツォ · イタリア (ITA) |
| 400m自由形 S9         | ジョフィア・コンコイ · ハンガリー (HUN)               | ラキーシャ・パターソン · オーストラリア (AUS)         | ビットリア・ビアンコ · イタリア (ITA)                 |
| 400m自由形 S10        | オレリ・リバール · カナダ (CAN)                       | アレクサンドラ・トゥルーウィト · アメリカ合衆国 (USA) | ビアンカ・パプ · ハンガリー (HUN)                     |
| 400m自由形 S11        | リエセッテ・ブラインスマ · オランダ (NED)             | 張暁彤 · 中国 (CHN)                                   | ダリア・ルキアネンコ · 中立パラリンピック (NPA)       |
| 400m自由形 S13        | オリビア・チェンバース · アメリカ合衆国 (USA)         | カルロッタ・ジリ · イタリア (ITA)                     | アンナ・ステツェンコ · ウクライナ (UKR)               |
| 50m背泳ぎ S2          | ピンシュー・イップ · シンガポール (SGP)               | ハイデ・アセベス · メキシコ (MEX)                     | テレサ・ペラレス · スペイン (ESP)                     |
| 50m背泳ぎ S3          | エリー・チャリス · イギリス (GBR)                     | ゾヤ・シチュロワ · 中立パラリンピック (NPA)           | マルタ・フェルナンデス・インファンテ · スペイン (ESP) |
| 50m背泳ぎ S4          | アレクサンドラ・スタマトプル · ギリシャ (GRE)         | ジナ・ベッチャー · ドイツ (GER)                       | リジア・ビエイラ・ダ・クルス · ブラジル (BRA)         |
| 50m背泳ぎ S5          | 盧冬 · 中国 (CHN)                                     | 何聖羔 · 中国 (CHN)                                   | 劉玉 · 中国 (CHN)                                     |
| 100m背泳ぎ S2         | ピンシュー・イップ · シンガポール (SGP)               | アイデー・アセベス · メキシコ (MEX)                   | アンジェラ・プロチダ · イタリア (ITA)                 |
| 100m背泳ぎ S6         | 蔣裕燕 · 中国 (CHN)                                   | エリー・マークス · アメリカ合衆国 (USA)               | シェルビー・ニューカーク · カナダ (CAN)               |
| 100m背泳ぎ S8         | アリス・タイ · イギリス (GBR)                         | ビクトリア・イシチウロワ · 中立パラリンピック (NPA)   | ミラ・ジャネ・マック · ドイツ (GER)                   |
| 100m背泳ぎ S9         | クリスティ・ラリー＝クロスリー · アメリカ合衆国 (USA) | ヌリア・マルケス · スペイン (ESP)                     | マリアナ・リベイロ · ブラジル (BRA)                   |
| 100m背泳ぎ S10        | ビアンカ・パプ · ハンガリー (HUN)                     | アレクサンドラ・トゥルーウィト · アメリカ合衆国 (USA) | エメリーヌ・ピエール · フランス (FRA)                 |
| 100m背泳ぎ S11        | 蔡麗雯 · 中国 (CHN)                                   | 李桂芝 · 中国 (CHN)                                   | ダリア・ルキアネンコ · 中立パラリンピック (NPA)       |
| 100m背泳ぎ S12        | マリア・カロリナ・ゴメス・サンチアゴ · ブラジル (BRA) | アンナ・ステツェンコ · ウクライナ (UKR)               | マリア・デルガド・ナダル · スペイン (ESP)             |
| 100m背泳ぎ S13        | ジア・パーゴリーニ · アメリカ合衆国 (USA)             | ロージーン・ニリアイン · アイルランド (IRL)           | カルロッタ・ジリ · イタリア (ITA)                     |
| 100m背泳ぎ S14        | ポッピー・マスキル · イギリス (GBR)                   | バレリア・シャバリナ · 中立パラリンピック (NPA)       | オリビア・ニューマン＝バロニウス · イギリス (GBR)     |
| 50m平泳ぎ SB3         | モニカ・ボッジョーニ · イタリア (ITA)                 | パトリシア・ペレイラ · ブラジル (BRA)                 | マルタ・フェルナンデス・インファンテ · スペイン (ESP) |
| 100m平泳ぎ SB4        | ジュリア・ギレッティ · イタリア (ITA)                 | ファンニ・イレシュ · ハンガリー (HUN)                 | 成姣 · 中国 (CHN)                                     |
| 100m平泳ぎ SB5        | グレース・ハービー · イギリス (GBR)                   | 張麗 · 中国 (CHN)                                     | アンナ・ホンタル · ウクライナ (UKR)                   |
| 100m平泳ぎ SB6        | メイジー・サマーズ＝ニュートン · イギリス (GBR)       | 劉道敏 · 中国 (CHN)                                   | 呉卓恩 · 香港 (HKG)                                   |
| 100m平泳ぎ SB7        | マリア・パブロワ · イタリア (ITA)                     | イオナ・ウィニフリス · イギリス (GBR)                 | テス・ラウトリフ · カナダ (CAN)                       |
| 100m平泳ぎ SB8        | アナスタシヤ・ドミトリブ・ドミトリフ · スペイン (ESP) | ブロック・ホイストン · イギリス (GBR)                 | ビクトリア・イシチウロワ · 中立パラリンピック (NPA)   |
| 100m平泳ぎ SB9        | シャンタル・ゼイデルフェルト · オランダ (NED)         | 張蒙 · 中国 (CHN)                                     | リサ・クルーハー · オランダ (NED)                     |
| 100m平泳ぎ SB11       | ダリア・ルキアネンコ · 中立パラリンピック (NPA)       | 馬佳 · 中国 (CHN)                                     | カロリナ・ペレンドリトゥ · キプロス (CYP)             |
| 100m平泳ぎ SB12       | エレナ・クラフツォフ · ドイツ (GER)                   | マリア・カロリナ・ゴメス・サンチアゴ · ブラジル (BRA) | 鄭傑桐 · 中国 (CHN)                                   |
| 100m平泳ぎ SB13       | レベッカ・レッドファーン · イギリス (GBR)             | オリビア・チェンバース · アメリカ合衆国 (USA)         | コリーン・ヤング · アメリカ合衆国 (USA)               |
| 100m平泳ぎ SB14       | ルイーズ・フィデス · イギリス (GBR)                   | デボラ・ボルジェス・カルネイロ · ブラジル (BRA)       | ベアトリス・ボルジェス・カルネイロ · ブラジル (BRA)   |
| 50mバタフライ S5      | 盧冬 · 中国 (CHN)                                     | 何聖羔 · 中国 (CHN)                                   | セビライ・オズトゥルク · トルコ (TUR)                 |
| 50mバタフライ S6      | 蔣裕燕 · 中国 (CHN)                                   | 劉道敏 · 中国 (CHN)                                   | マヤラ・ペゾルド · ブラジル (BRA)                     |
| 50mバタフライ S7      | ダニエル・ドリス · カナダ (CAN)                       | マロリー・ウェグマン · アメリカ合衆国 (USA)           | ジュリア・テルツィ · イタリア (ITA)                   |
| 100mバタフライ S8     | ジェシカ・ロング · アメリカ合衆国 (USA)               | ビクトリア・イシチウロワ · 中立パラリンピック (NPA)   | アリス・タイ · イギリス (GBR)                         |
| 100mバタフライ S9     | クリスティ・ラリー＝クロスリー · アメリカ合衆国 (USA) | ジョフィア・コンコイ · ハンガリー (HUN)               | エミリー・ビークロフト · オーストラリア (AUS)         |
| 100mバタフライ S10    | フェイ・ロジャーズ · イギリス (GBR)                   | カリ＝アン・ウォリントン · イギリス (GBR)             | ケーティ・コスグリフ · カナダ (CAN)                   |
| 100mバタフライ S13    | カルロッタ・ジリ · イタリア (ITA)                     | グレース・ナファー · アメリカ合衆国 (USA)             | ムスリマ・オディロワ · ウズベキスタン (UZB)           |
| 100mバタフライ S14    | ポッピー・マスキル · イギリス (GBR)                   | 陳睿琳 · 香港 (HKG)                                   | ワレリア・シャバリナ · 中立パラリンピック (NPA)       |
| 150m個人メドレー SM4  | ターニャ・ショルツ · ドイツ (GER)                     | ナタリア・ブトコワ · 中立パラリンピック (NPA)         | リジア・ビエイラ・ダ・クルス · ブラジル (BRA)         |
| 200m個人メドレー SM5  | 何聖羔 · 中国 (CHN)                                   | 盧冬 · 中国 (CHN)                                     | 成姣 · 中国 (CHN)                                     |
| 200m個人メドレー SM6  | メイジー・サマーズ＝ニュートン · イギリス (GBR)       | エリー・マークス · アメリカ合衆国 (USA)               | 劉道敏 · 中国 (CHN)                                   |
| 200m個人メドレー SM7  | マロリー・ウェグマン · アメリカ合衆国 (USA)           | テス・ラウトリフ · カナダ (CAN)                       | ジュリア・ガフニー · アメリカ合衆国 (USA)             |
| 200m個人メドレー SM8  | ブロック・ホイストン · イギリス (GBR)                 | ビクトリア・イシチウロワ · 中立パラリンピック (NPA)   | アリス・タイ · イギリス (GBR)                         |
| 200m個人メドレー SM9  | ジョフィア・コンコイ · ハンガリー (HUN)               | ヌリア・マルケス · スペイン (ESP)                     | アナスタシヤ・ドミトリフ · スペイン (ESP)             |
| 200m個人メドレー SM10 | 張蒙 · 中国 (CHN)                                     | ビアンカ・パプ · ハンガリー (HUN)                     | リサ・クルーハー · オランダ (NED)                     |
| 200m個人メドレー SM11 | ダリア・ルキアネンコ · 中立パラリンピック (NPA)       | 馬佳 · 中国 (CHN)                                     | 蔡麗雯 · 中国 (CHN)                                   |
| 200m個人メドレー SM13 | カルロッタ・ジリ · イタリア (ITA)                     | オリビア・チェンバース · アメリカ合衆国 (USA)         | ロージーン・ニ・リアイン · アイルランド (IRL)         |
| 200m個人メドレー SM14 | バレリア・シャバリナ · 中立パラリンピック (NPA)       | ポッピー・マスキル · イギリス (GBR)                   | 木下あいら · 日本 (JPN)                               |

### 男女混合
| 種目                       | 金 | 銀 | 銅 |
| -------------------------- | --- | --- | --- |
| 4×50mフリーリレー 20pts    | 中国 (CHN) · 彭秋萍 · 袁偉訳 · 蔣裕燕 · 郭金城 · 王李超 · 何聖羔 · 盧冬                                                                                      | アメリカ合衆国 (USA) · リアン・スミス · アバス・カリミ · ザック・シャタック · エリー・マークス                                           | ブラジル (BRA) · パトリシア・ペレイラ・ドス・サントス · リジア・ビエイラ・ダ・クルス · ダニエル・シャビエル・メンデス · タリソン・エンリケ・グロック · サムエル・ダ・シウバ・デ・オリベイラ |
| 4×50mメドレーリレー 20pts  | 中国 (CHN) · 鄒連康 · 王金剛 · 蔣裕燕 · 郭金城 · 王李超 · 張麗 · 盧冬 · 姚攢                                                                                 | アメリカ合衆国 (USA) · アバス・カリミ · エリー・マークス · モーガン・レイ · リアン・スミス                                               | ウクライナ (UKR) · デニス・オスタプチェンコ · アンナ・ホンタル · ヤロスラフ・セメネンコ · ベロニカ・コルジョワ · オレクサンドル・コマロフ · イリーナ・ポイダ                                |
| 4×100mフリーリレー 49pts   | ウクライナ (UKR) · マリナ・ピッドブナ · オレクシー・ビルチェンコ · アンナ・ステツェンコ · ヤロスラフ・デニセンコ                                             | ブラジル (BRA) · マテウス・ライネ · ドウグラス・マテラ · ルシレネ・ダ・シウバ・ソウザ · マリア・カロリナ・ゴメス・サンチアゴ             | スペイン (ESP) · ホセ・ラモン・カンテロ・エルビラ · マリア・デルガド・ナダル · エマ・フェリウ・マルティン · エンリケ・ホセ・アルハンブラ・モリャル                                          |
| 4×100mフリーリレー S14     | イギリス (GBR) · ウィリアム・エラード · リース・ダービー · ポッピー・マスキル · オリビア・ニューマン＝バロニウス                                             | オーストラリア (AUS) · ジャック・イレランド · マドレーヌ・マクターナン · ルビー・ストーム · ベンジャミン・ハンス                         | ブラジル (BRA) · アルトゥール・シャビエル・リベイロ · ガブリエル・バンデイラ · ベアトリス・ボルジェス・カルネイロ · アナ・カロリナ・ソアレス                                                |
| 4×100mフリーリレー 34pts   | イタリア (ITA) · ステファノ・ライモンディ · ジュリア・テルツィ · クセニア・フランチェスカ・パラッツォ · シモーネ・バルラアム                                 | オーストラリア (AUS) · アレクサ・リアリー · カラム・シンプソン · クロイ・オスボーン · ローワン・クロザース                               | アメリカ合衆国 (USA) · マシュー・トレス · ノア・ジャフィ · ナタリー・シムズ · クリスティ・ラリー＝クロスリー                                                                                |
| 4×100mメドレーリレー 34pts | オーストラリア (AUS) · ジェシー・オングルス · ティモシー・ホッジ · エミリー・ビークロフト · アレクサ・リアリー · キーラ・スティーブンズ · カラム・シンプソン | オランダ (NED) · オリビエ・ファン・デ・フォールト · シャンタル・ゼイデルフェルト · フロリアネ・ブルチェ · タイス・ファン・ホフウェーヘン | スペイン (ESP) · ヌリア・マルケス · オスカル・サルゲロ・ガリステオ · イニゴ・リョピス・サンス · サライ・ガスコン · アナスタシヤ・ドミトリフ · ホセ・アントニオ・マリ                        |

## 射撃
| 種目                        | 金                                                      | 銀                                                    | 銅                                                          |
| --------------------------- | ------------------------------------------------------- | ----------------------------------------------------- | ----------------------------------------------------------- |
| 男子10mエアピストル SH1     | チョ・ジョンドゥ · 韓国 (KOR)                           | マニシュ・ナルワル · インド (IND)                     | 楊超 · 中国 (CHN)                                           |
| 男子10mエアライフル立射 SH1 | パク・ジノ · 韓国 (KOR)                                 | エルキン・ガバソフ · カザフスタン (KAZ)               | マーティンブラック・ヨルゲンセン · デンマーク (DEN)         |
| 男子50mライフル3姿勢 SH1    | パク・ジノ · 韓国 (KOR)                                 | 董超 · 中国 (CHN)                                     | マレク・ドブロボルスキ · ポーランド (POL)                   |
| 女子10mエアピストル SH1     | サレ・ジャバンマルディ · イラン (IRI)                   | アイセル・オズガン · トルコ (TUR)                     | ルビナ・フランシス · インド (IND)                           |
| 女子10mエアライフル立射 SH1 | アバニ・レハラ · インド (IND)                           | イ・ユンリ · 韓国 (KOR)                               | モナ・アガルワル · インド (IND)                             |
| 女子50mライフル3姿勢 SH1    | ナターシャ・ヒルトロプ · ドイツ (GER)                   | ベロニカ・バドビチョバ · スロバキア (SVK)             | 張翠平 · 中国 (CHN)                                         |
| 混合25mピストル SH1         | 楊超 · 中国 (CHN)                                       | ヤンシャオ・ゴング · アメリカ合衆国 (USA)             | キム・ジョンナム · 韓国 (KOR)                               |
| 混合50mピストル SH1         | 楊超 · 中国 (CHN)                                       | セルベル・イブラギモフ · ウズベキスタン (UZB)         | ダビデ・フランチェスケッティ · イタリア (ITA)               |
| 混合10mエアライフル伏射 SH1 | ベロニカ・バドビチョバ · スロバキア (SVK)               | ラドスラフ・マレノフスキー · スロバキア (SVK)         | フアン・アントニオ・サアベドラ・レイナルド · スペイン (ESP) |
| 混合10mエアライフル伏射 SH2 | タンギ・ド・ラ・フォレ · フランス (FRA)                 | アレシャンドレ・アウグスト・ガウガニ · ブラジル (BRA) | 水田光夏 · 日本 (JPN)                                       |
| 混合10mエアライフル立射 SH2 | フランチェク・ゴラズド・ティルシェク · スロベニア (SLO) | タンギ・ドラフォレ · フランス (FRA)                   | ソ・フンテ · 韓国 (KOR)                                     |
| 混合50mライフル伏射 SH1     | ナターシャ・ヒルトロプ · ドイツ (GER)                   | アンナ・ベンソン · スウェーデン (SWE)                 | ジャン＝ルイ・ミショー · フランス (FRA)                     |
| 混合50mライフル伏射 SH2     | ドラガン・リスティッチ · セルビア (SRB)                 | ウラジーミル・チンチャラウリ · ジョージア (GEO)       | ティム・ジェフリー · イギリス (GBR)                         |

## 柔道

### 男子
| 種目         | 金                                                      | 銀                                      | 銅                                                    |
| ------------ | ------------------------------------------------------- | --------------------------------------- | ----------------------------------------------------- |
| 60 kg級 J1   | アブデルカデル・ブアメル · アルジェリア (ALG)           | メイサム・バニタバ · イラン (IRI)       | マルコス・デニス・ブランコ · ベネズエラ (VEN)         |
| 60 kg級 J1   | アブデルカデル・ブアメル · アルジェリア (ALG)           | メイサム・バニタバ · イラン (IRI)       | カピル・パルマル · インド (IND)                       |
| 60 kg級 J2   | シェルゾド・ナモゾフ · ウズベキスタン (UZB)             | ズラブ・ズラビアニ · ジョージア (GEO)   | イシャク・ウルドクイデル · アルジェリア (ALG)         |
| 60 kg級 J2   | シェルゾド・ナモゾフ · ウズベキスタン (UZB)             | ズラブ・ズラビアニ · ジョージア (GEO)   | ダビド・ホラワ · ウクライナ (UKR)                     |
| 73 kg級 J1   | フローリン＝アレクサンドル・ボロガ · ルーマニア (ROU)   | エルガリ・シャメイ · カザフスタン (KAZ) | レナート・ザス · ドイツ (GER)                         |
| 73 kg級 J1   | フローリン＝アレクサンドル・ボロガ · ルーマニア (ROU)   | エルガリ・シャメイ · カザフスタン (KAZ) | ジブリロ・イアファ · ポルトガル (POR)                 |
| 73 kg級 J2   | 瀬戸勇次郎 · 日本 (JPN)                                 | ギオルギ・カルダニ · ジョージア (GEO)   | ウチクン・クランバエフ · ウズベキスタン (UZB)         |
| 73 kg級 J2   | 瀬戸勇次郎 · 日本 (JPN)                                 | ギオルギ・カルダニ · ジョージア (GEO)   | オスバルダス・バレイキス · リトアニア (LTU)           |
| 90 kg級 J1   | アルトゥール・カバウカンテ・ダ・シウバ · ブラジル (BRA) | ダニエル・パウエル · イギリス (GBR)     | シリル・ジョナール · フランス (FRA)                   |
| 90 kg級 J1   | アルトゥール・カバウカンテ・ダ・シウバ · ブラジル (BRA) | ダニエル・パウエル · イギリス (GBR)     | オレグ・クレトゥル · モルドバ (MDA)                   |
| 90 kg級 J2   | オレクサンドル・ナザレンコ · ウクライナ (UKR)           | エリオス・ラチュマナヤ · フランス (FRA) | マルセロ・カサノバ · ブラジル (BRA)                   |
| 90 kg級 J2   | オレクサンドル・ナザレンコ · ウクライナ (UKR)           | エリオス・ラチュマナヤ · フランス (FRA) | ダブルホン・カロマトフ · ウズベキスタン (UZB)         |
| 90 kg超級 J1 | ウィリアンス・シウバ・デ・アラウジョ · ブラジル (BRA)   | イオン・バソク · モルドバ (MDA)         | ジェーソン・グランリ · フランス (FRA)                 |
| 90 kg超級 J1 | ウィリアンス・シウバ・デ・アラウジョ · ブラジル (BRA)   | イオン・バソク · モルドバ (MDA)         | イルハム・ザキエフ · アゼルバイジャン (AZE)           |
| 90 kg超級 J2 | イブラヒム・ボリュクバシ · トルコ (TUR)                 | レバズ・チコイゼ · ジョージア (GEO)     | ジュルカムイルザ・シュクルベコフ · カザフスタン (KAZ) |
| 90 kg超級 J2 | イブラヒム・ボリュクバシ · トルコ (TUR)                 | レバズ・チコイゼ · ジョージア (GEO)     | クリストファー・スケリー · イギリス (GBR)             |

### 女子
| 種目         | 金                                              | 銀                                                      | 銅                                                      |
| ------------ | ----------------------------------------------- | ------------------------------------------------------- | ------------------------------------------------------- |
| 48 kg級 J1   | ナタリア・ニコライチク · ウクライナ (UKR)       | 半谷静香 · 日本 (JPN)                                   | ロジクレイジ・シウバ・デ・アンドラデ · ブラジル (BRA)   |
| 48 kg級 J1   | ナタリア・ニコライチク · ウクライナ (UKR)       | 半谷静香 · 日本 (JPN)                                   | エジェム・タシン・チャブダル · トルコ (TUR)             |
| 48 kg級 J2   | アクマラル・ナウアトベク · カザフスタン (KAZ)   | サンドリーヌ・マルティネ · フランス (FRA)               | 李麗青 · 中国 (CHN)                                     |
| 48 kg級 J2   | アクマラル・ナウアトベク · カザフスタン (KAZ)   | サンドリーヌ・マルティネ · フランス (FRA)               | チャヒデ・エケ · トルコ (TUR)                           |
| 57 kg級 J1   | 史怡婕 · 中国 (CHN)                             | リアナ・ムティア · アメリカ合衆国 (USA)                 | アンジェラ・ハヴリシュク · ウクライナ (UKR)             |
| 57 kg級 J1   | 史怡婕 · 中国 (CHN)                             | リアナ・ムティア · アメリカ合衆国 (USA)                 | Paula Gómez · アルゼンチン (ARG)                        |
| 57 kg級 J2   | 廣瀬順子 · 日本 (JPN)                           | クムシュホン・ホジャエワ · ウズベキスタン (UZB)         | ダヤナ・フェドソワ · カザフスタン (KAZ)                 |
| 57 kg級 J2   | 廣瀬順子 · 日本 (JPN)                           | クムシュホン・ホジャエワ · ウズベキスタン (UZB)         | マルタ・アルセ・ペイノ · スペイン (ESP)                 |
| 70 kg級 J1   | 劉立 · 中国 (CHN)                               | ブレンダ・ソウザ · ブラジル (BRA)                       | セオドラ・パスハリドゥ · ギリシャ (GRE)                 |
| 70 kg級 J1   | 劉立 · 中国 (CHN)                               | ブレンダ・ソウザ · ブラジル (BRA)                       | ニコリナ・パーンヘイム・グッドリヒ · スウェーデン (SWE) |
| 70 kg級 J2   | アラナ・マルチンス・マウドナド · ブラジル (BRA) | 王月 · 中国 (CHN)                                       | 小川和紗 · 日本 (JPN)                                   |
| 70 kg級 J2   | アラナ・マルチンス・マウドナド · ブラジル (BRA) | 王月 · 中国 (CHN)                                       | イナ・カルダニ · ジョージア (GEO)                       |
| 70 kg超級 J1 | アナスタシア・ハルニク · ウクライナ (UKR)       | エリカ・ゾアガ · ブラジル (BRA)                         | ナザン・アキン・ギュネシュ · トルコ (TUR)               |
| 70 kg超級 J1 | アナスタシア・ハルニク · ウクライナ (UKR)       | エリカ・ゾアガ · ブラジル (BRA)                         | クリステラ・ガルシア · アメリカ合衆国 (USA)             |
| 70 kg超級 J2 | レベカ・デ・ソウザ · ブラジル (BRA)             | シェイラ・エルナンデス・エストゥピナン · キューバ (CUB) | 王宏宇 · 中国 (CHN)                                     |
| 70 kg超級 J2 | レベカ・デ・ソウザ · ブラジル (BRA)             | シェイラ・エルナンデス・エストゥピナン · キューバ (CUB) | ザリナ・ライフォワ · カザフスタン (KAZ)                 |

## 卓球
| 種目                     | 金                                                                 | 銀                                                                       | 銅                                                                         |
| ------------------------ | ------------------------------------------------------------------ | ------------------------------------------------------------------------ | -------------------------------------------------------------------------- |
| 男子シングルス クラス1   | ユニエル・フェルナンデス · キューバ (CUB)                          | ロバート・デービス · イギリス (GBR)                                      | フェデリコ・ファルコ · イタリア (ITA)                                      |
| 男子シングルス クラス1   | ユニエル・フェルナンデス · キューバ (CUB)                          | ロバート・デービス · イギリス (GBR)                                      | エンドレ・マヨル · ハンガリー (HUN)                                        |
| 男子シングルス クラス2   | ラファウ・チュペル · ポーランド (POL)                              | イジー・スハネク · チェコ (CZE)                                          | ファビアン・ラミロー · フランス (FRA)                                      |
| 男子シングルス クラス2   | ラファウ・チュペル · ポーランド (POL)                              | イジー・スハネク · チェコ (CZE)                                          | チャ・スヨン · 韓国 (KOR)                                                  |
| 男子シングルス クラス3   | 馮攀峰 · 中国 (CHN)                                                | トーマス・シュミットベルガー · ドイツ (GER)                              | ユタジャック・グリンバンチュエン · タイ (THA)                              |
| 男子シングルス クラス3   | 馮攀峰 · 中国 (CHN)                                                | トーマス・シュミットベルガー · ドイツ (GER)                              | チャン・ヨンジン · 韓国 (KOR)                                              |
| 男子シングルス クラス4   | キム・ヨンゴン · 韓国 (KOR)                                        | ワンチャイ・チャイウット · タイ (THA)                                    | キム・ジョンギル · 韓国 (KOR)                                              |
| 男子シングルス クラス4   | キム・ヨンゴン · 韓国 (KOR)                                        | ワンチャイ・チャイウット · タイ (THA)                                    | イザウ・オグンクンレ · ナイジェリア (NGR)                                  |
| 男子シングルス クラス5   | トミー・ウルハウ · ノルウェー (NOR)                                | 程銘志 · チャイニーズタイペイ (TPE)                                      | アリ・オズトゥルク · トルコ (TUR)                                          |
| 男子シングルス クラス5   | トミー・ウルハウ · ノルウェー (NOR)                                | 程銘志 · チャイニーズタイペイ (TPE)                                      | ミタル・パリクチャ · セルビア (SRB)                                        |
| 男子シングルス クラス6   | マッテオ・パレンツァン · イタリア (ITA)                            | ルンロ・タイニヨム · タイ (THA)                                          | ピーター・ローゼンマイヤー · デンマーク (DEN)                              |
| 男子シングルス クラス6   | マッテオ・パレンツァン · イタリア (ITA)                            | ルンロ・タイニヨム · タイ (THA)                                          | イアン・セイデンフェルド · アメリカ合衆国 (USA)                            |
| 男子シングルス クラス7   | 閻碩 · 中国 (CHN)                                                  | ウィリアム・ベーリー · イギリス (GBR)                                    | ジャン・ポール・モンタナス · オランダ (NED)                                |
| 男子シングルス クラス7   | 閻碩 · 中国 (CHN)                                                  | ウィリアム・ベーリー · イギリス (GBR)                                    | チャルームポン・パンポー · タイ (THA)                                      |
| 男子シングルス クラス8   | ビクトル・ディドゥフ · ウクライナ (UKR)                            | 趙帥 · 中国 (CHN)                                                        | マクシム・ニコレンコ · ウクライナ (UKR)                                    |
| 男子シングルス クラス8   | ビクトル・ディドゥフ · ウクライナ (UKR)                            | 趙帥 · 中国 (CHN)                                                        | ピシット・ワンポンパタナシリ · タイ (THA)                                  |
| 男子シングルス クラス9   | ラウレンス・デフォス · ベルギー (BEL)                              | リュカ・ディディエ · フランス (FRA)                                      | アンデル・セパス · スペイン (ESP)                                          |
| 男子シングルス クラス9   | ラウレンス・デフォス · ベルギー (BEL)                              | リュカ・ディディエ · フランス (FRA)                                      | リン・マ · オーストラリア (AUS)                                            |
| 男子シングルス クラス10  | パトリック・ホイノフスキ · ポーランド (POL)                        | 連浩 · 中国 (CHN)                                                        | フィリップ・ラドビッチ · モンテネグロ (MNE)                                |
| 男子シングルス クラス10  | パトリック・ホイノフスキ · ポーランド (POL)                        | 連浩 · 中国 (CHN)                                                        | マテオ・ボエアス · フランス (FRA)                                          |
| 男子シングルス クラス11  | キム・ギテ · 韓国 (KOR)                                            | 陳柏諺 · チャイニーズタイペイ (TPE)                                      | サミュエル・ボン・エイネム · オーストラリア (AUS)                          |
| 男子シングルス クラス11  | キム・ギテ · 韓国 (KOR)                                            | 陳柏諺 · チャイニーズタイペイ (TPE)                                      | ペーテル・パロシュ · ハンガリー (HUN)                                      |
| 男子ダブルス MD4         | スロバキア (SVK) · ペテル・ロバス · ヤーン・リアポシュ             | 韓国 (KOR) · チャン・ヨンジン · パク・ソンジュ                           | フランス (FRA) · ファビアン・ラミロー · ジュリアン・ミショー               |
| 男子ダブルス MD4         | スロバキア (SVK) · ペテル・ロバス · ヤーン・リアポシュ             | 韓国 (KOR) · チャン・ヨンジン · パク・ソンジュ                           | 韓国 (KOR) · チャ・スヨン · パク・ジンチョル                               |
| 男子ダブルス MD8         | 中国 (CHN) · 曹寧寧 · 馮攀峰                                       | ドイツ (GER) · バレンティン・バウス · トーマス・シュミットベルガー       | タイ (THA) · ワンチャイ・チャイウット · ユタジャック・グリンバンチュエン   |
| 男子ダブルス MD8         | 中国 (CHN) · 曹寧寧 · 馮攀峰                                       | ドイツ (GER) · バレンティン・バウス · トーマス・シュミットベルガー       | トルコ (TUR) · アブドラ・オズトゥルク · ネシム・トゥラン                   |
| 男子ダブルス MD14        | 中国 (CHN) · 廖克力 · 閻碩                                         | タイ (THA) · ルンロット・タイニヨム · ピシット・ワンポンパタナシリ       | フランス (FRA) · クレマン・ベルティエ · エステバン・エルロー               |
| 男子ダブルス MD14        | 中国 (CHN) · 廖克力 · 閻碩                                         | タイ (THA) · ルンロット・タイニヨム · ピシット・ワンポンパタナシリ       | イギリス (GBR) · ポール・カラバーダク · ビリー・シルトン                   |
| 男子ダブルス MD18        | ポーランド (POL) · パトリック・ホイノフスキ · ピオトル・グルジェン | 中国 (CHN) · 劉朝棟 · 趙裔卿                                             | ブラジル (BRA) · ルイス・フィリペ・マナラ · クラウディオ・マサド           |
| 男子ダブルス MD18        | ポーランド (POL) · パトリック・ホイノフスキ · ピオトル・グルジェン | 中国 (CHN) · 劉朝棟 · 趙裔卿                                             | 中国 (CHN) · 連浩 · 趙帥                                                   |
| 女子シングルス クラス1-2 | ジャダ・ロッシ · イタリア (ITA)                                    | 劉静 · 中国 (CHN)                                                        | ドロタ・ブツワフ · ポーランド (POL)                                        |
| 女子シングルス クラス1-2 | ジャダ・ロッシ · イタリア (ITA)                                    | 劉静 · 中国 (CHN)                                                        | ソ・スヨン · 韓国 (KOR)                                                    |
| 女子シングルス クラス3   | アンジェラ・ムジニッチ · クロアチア (CRO)                          | ユン・ジユ · 韓国 (KOR)                                                  | カルロッタ・ラガッツィーニ · イタリア (ITA)                                |
| 女子シングルス クラス3   | アンジェラ・ムジニッチ · クロアチア (CRO)                          | ユン・ジユ · 韓国 (KOR)                                                  | 薛娟 · 中国 (CHN)                                                          |
| 女子シングルス クラス4   | ザンドラ・ミコラシェク · ドイツ (GER)                              | ボリスラワ・ペリック＝ランコビッチ · セルビア (SRB)                      | 周影 · 中国 (CHN)                                                          |
| 女子シングルス クラス4   | ザンドラ・ミコラシェク · ドイツ (GER)                              | ボリスラワ・ペリック＝ランコビッチ · セルビア (SRB)                      | 谷暁丹 · 中国 (CHN)                                                        |
| 女子シングルス クラス5   | 張変 · 中国 (CHN)                                                  | 潘嘉敏 · 中国 (CHN)                                                      | ムン・ソンヘ · 韓国 (KOR)                                                  |
| 女子シングルス クラス5   | 張変 · 中国 (CHN)                                                  | 潘嘉敏 · 中国 (CHN)                                                      | チョン・ヨンア · 韓国 (KOR)                                                |
| 女子シングルス クラス6   | ナイラ・ダイエニ · イラク (IRQ)                                    | マリナ・リトフチェンコ · ウクライナ (UKR)                                | カメリア・チリパン · ルーマニア (ROU)                                      |
| 女子シングルス クラス6   | ナイラ・ダイエニ · イラク (IRQ)                                    | マリナ・リトフチェンコ · ウクライナ (UKR)                                | マリャク・アリエワ · 中立パラリンピック (NPA)                              |
| 女子シングルス クラス7   | ケリー・ファン・ゾン · オランダ (NED)                              | キュブラ・コルクト · トルコ (TUR)                                        | ブリー・トゥーミー · イギリス (GBR)                                        |
| 女子シングルス クラス7   | ケリー・ファン・ゾン · オランダ (NED)                              | キュブラ・コルクト · トルコ (TUR)                                        | 王睿 · 中国 (CHN)                                                          |
| 女子シングルス クラス8   | 黄文娟 · 中国 (CHN)                                                | アイダ・フシッチ・ダーレン · ノルウェー (NOR)                            | ユリアネ・ウォルフ · ドイツ (GER)                                          |
| 女子シングルス クラス8   | 黄文娟 · 中国 (CHN)                                                | アイダ・フシッチ・ダーレン · ノルウェー (NOR)                            | フロレンシア・ペレス · チリ (CHI)                                          |
| 女子シングルス クラス9   | カロリナ・ペク · ポーランド (POL)                                  | 熊桂艶 · 中国 (CHN)                                                      | リナ・リー · オーストラリア (AUS)                                          |
| 女子シングルス クラス9   | カロリナ・ペク · ポーランド (POL)                                  | 熊桂艶 · 中国 (CHN)                                                      | アレクサ・スビタチ · ハンガリー (HUN)                                      |
| 女子シングルス クラス10  | キアン・ヤン · オーストラリア (AUS)                                | ナタリア・パルティカ · ポーランド (POL)                                  | ブルーナ・アレシャンドレ · ブラジル (BRA)                                  |
| 女子シングルス クラス10  | キアン・ヤン · オーストラリア (AUS)                                | ナタリア・パルティカ · ポーランド (POL)                                  | 田暁雯 · チャイニーズタイペイ (TPE)                                        |
| 女子シングルス クラス11  | 和田なつき · 日本 (JPN)                                            | エレナ・プロコフェワ · 中立パラリンピック (NPA)                          | エブル・アチェル · トルコ (TUR)                                            |
| 女子シングルス クラス11  | 和田なつき · 日本 (JPN)                                            | エレナ・プロコフェワ · 中立パラリンピック (NPA)                          | 古川佳奈美 · 日本 (JPN)                                                    |
| 女子ダブルス WD5         | 中国 (CHN) · 劉静 · 薛娟                                           | 韓国 (KOR) · ソ・スヨン · ユン・ジユ                                     | ブラジル (BRA) · カチア・オリベイラ · ジョイセ・デ・オリベイラ             |
| 女子ダブルス WD5         | 中国 (CHN) · 劉静 · 薛娟                                           | 韓国 (KOR) · ソ・スヨン · ユン・ジユ                                     | タイ (THA) · ダララット・アサユット · チルチットラリャク・ブットワンシリナ |
| 女子ダブルス WD10        | 中国 (CHN) · 谷暁丹 · 潘嘉敏                                       | セルビア (SRB) · ナダ・マティッチ · ボリスラワ・ペリックランコビッチ     | 韓国 (KOR) · チョン・ヨンア · ムン・ソンヘ                                 |
| 女子ダブルス WD10        | 中国 (CHN) · 谷暁丹 · 潘嘉敏                                       | セルビア (SRB) · ナダ・マティッチ · ボリスラワ・ペリックランコビッチ     | 韓国 (KOR) · カン・ウェジョン · イ・ミギュ                                 |
| 女子ダブルス WD14        | 中国 (CHN) · 黄文娟 · 金芋成                                       | ドイツ (GER) · シュテファニー・グレーベ · ユリアネ・ウォルフ             | ノルウェー (NOR) · アイダ・フシッチダーレン · メレーテ・トバイテン         |
| 女子ダブルス WD14        | 中国 (CHN) · 黄文娟 · 金芋成                                       | ドイツ (GER) · シュテファニー・グレーベ · ユリアネ・ウォルフ             | イギリス (GBR) · フェリシティ・ピカード · ブリー・トゥーミー               |
| 女子ダブルス WD20        | オーストラリア (AUS) · リナ・リー · キアン・ヤン                   | チャイニーズタイペイ (TPE) · 林姿妤 · 田暁雯                             | ブラジル (BRA) · ブルーナ・アレシャンドレ · ダニエレ・ラウエン             |
| 女子ダブルス WD20        | オーストラリア (AUS) · リナ・リー · キアン・ヤン                   | チャイニーズタイペイ (TPE) · 林姿妤 · 田暁雯                             | ポーランド (POL) · ナタリア・パルティカ · カロリナ・ペク                   |
| 混合ダブルス XD7         | 中国 (CHN) · 馮攀峰 · 周影                                         | タイ (THA) · ユタジャック・グリンバンチュエン · ウィジットラ・ジャイオン | 中国 (CHN) · 翟翔 · 谷暁丹                                                 |
| 混合ダブルス XD7         | 中国 (CHN) · 馮攀峰 · 周影                                         | タイ (THA) · ユタジャック・グリンバンチュエン · ウィジットラ・ジャイオン | フランス (FRA) · フロリアン・メリアン · フローラ・ボティエ                 |
| 混合ダブルス XD17        | 中国 (CHN) · 趙帥 · 茅経典                                         | 中国 (CHN) · 彭偉楠 · 熊桂艶                                             | ポーランド (POL) · ピオトル・グルジェン · カロリナ・ペク                   |
| 混合ダブルス XD17        | 中国 (CHN) · 趙帥 · 茅経典                                         | 中国 (CHN) · 彭偉楠 · 熊桂艶                                             | ウクライナ (UKR) · ビクトル・ディドゥフ · イリーナ・シンカロワ             |

## テコンドー
| 種目         | 金                                                          | 銀                                                  | 銅                                                          |
| ------------ | ----------------------------------------------------------- | --------------------------------------------------- | ----------------------------------------------------------- |
| 男子58kg級   | アサフ・ヤスル · イスラエル (ISR)                           | アリジャン・オズジャン · トルコ (TUR)               | サビル・ゼイナロフ · アゼルバイジャン (AZE)                 |
| 男子58kg級   | アサフ・ヤスル · イスラエル (ISR)                           | アリジャン・オズジャン · トルコ (TUR)               | 蕭翔文 · チャイニーズタイペイ (TPE)                         |
| 男子63kg級   | マフムト・ボズテケ · トルコ (TUR)                           | ボロレルデネ・ガンバト · モンゴル (MGL)             | アントニノ・ボソロ · イタリア (ITA)                         |
| 男子63kg級   | マフムト・ボズテケ · トルコ (TUR)                           | ボロレルデネ・ガンバト · モンゴル (MGL)             | アユブ・アドゥイシ · モロッコ (MAR)                         |
| 男子70kg級   | イママディン・ハリロフ · アゼルバイジャン (AZE)             | ファティヒ・チェリキ · トルコ (TUR)                 | フアン・ディエゴ・ガルシア・ロペス · メキシコ (MEX)         |
| 男子70kg級   | イママディン・ハリロフ · アゼルバイジャン (AZE)             | ファティヒ・チェリキ · トルコ (TUR)                 | フアン・エドゥアルド・サモラノ · アルゼンチン (ARG)         |
| 男子80kg級   | アサドベク・トシュテミロフ · ウズベキスタン (UZB)           | ルイス・マリオ・ナヘラ · メキシコ (MEX)             | アリレザ・バフト · イラン (IRI)                             |
| 男子80kg級   | アサドベク・トシュテミロフ · ウズベキスタン (UZB)           | ルイス・マリオ・ナヘラ · メキシコ (MEX)             | チュ・ジョンフン · 韓国 (KOR)                               |
| 男子80kg超級 | マット・ブッシュ · イギリス (GBR)                           | アリアスハブ・ラマザノフ · 中立パラリンピック (NPA) | ハメド・ハグシェナス · イラン (IRI)                         |
| 男子80kg超級 | マット・ブッシュ · イギリス (GBR)                           | アリアスハブ・ラマザノフ · 中立パラリンピック (NPA) | エバン・メデル · アメリカ合衆国 (USA)                       |
| 女子47kg級   | レオノル・アンジェリカ・エスピノサ・カランサ · ペルー (PER) | ジョダホン・イサコワ · ウズベキスタン (UZB)         | ザキア・フダダディ · 難民 (RPT)                             |
| 女子47kg級   | レオノル・アンジェリカ・エスピノサ・カランサ · ペルー (PER) | ジョダホン・イサコワ · ウズベキスタン (UZB)         | クワンスダ・プアンキッチャ · タイ (THA)                     |
| 女子52kg級   | スレンジャブ・ウランバヤル · モンゴル (MGL)                 | ザハラ・ラヒミ · イラン (IRI)                       | アナ・ジャパリゼ · ジョージア (GEO)                         |
| 女子52kg級   | スレンジャブ・ウランバヤル · モンゴル (MGL)                 | ザハラ・ラヒミ · イラン (IRI)                       | メリエム・ベチュル・チャブダル · トルコ (TUR)               |
| 女子57kg級   | 李羽潔 · 中国 (CHN)                                         | ガムゼ・ギュルダル · トルコ (TUR)                   | パレシャ・ゴヴェルダン · ネパール (NEP)                     |
| 女子57kg級   | 李羽潔 · 中国 (CHN)                                         | ガムゼ・ギュルダル · トルコ (TUR)                   | シウバナ・マヤラ・カルドゾ・フェルナンデス · ブラジル (BRA) |
| 女子65kg級   | アナ・カロリナ・シウバ・デ・モウラ · ブラジル (BRA)         | ガムゼ・ギュルダル · フランス (FRA)                 | リサ・キア · デンマーク (DEN)                               |
| 女子65kg級   | アナ・カロリナ・シウバ・デ・モウラ · ブラジル (BRA)         | ガムゼ・ギュルダル · フランス (FRA)                 | クリスティナ・グケンズ · ギリシャ (GRE)                     |
| 女子65kg超級 | エイミー・トルースデール · アメリカ合衆国 (USA)             | グルジョノイ・ナイモワ · ウズベキスタン (UZB)       | エレニ・パパスタマトプル · ギリシャ (GRE)                   |
| 女子65kg超級 | エイミー・トルースデール · アメリカ合衆国 (USA)             | グルジョノイ・ナイモワ · ウズベキスタン (UZB)       | ラジャ・アケルマシ · モロッコ (MAR)                         |

## トライアスロン
| 種目          | 金                                                        | 銀                                                                          | 銅                                                          |
| ------------- | --------------------------------------------------------- | --------------------------------------------------------------------------- | ----------------------------------------------------------- |
| 男子個人 PTWC | イエツェ・プラット · オランダ (NED)                       | フロリアン・ブルングラバー · オーストリア (AUT)                             | ヘールト・スキッパー · オランダ (NED)                       |
| 男子個人 PTS2 | ジュレ・リブスタン · フランス (FRA)                       | モハメド・ラーナ · アメリカ合衆国 (USA)                                     | マーク・バー · アメリカ合衆国 (USA)                         |
| 男子個人 PTS3 | ダニエル・モリナ · スペイン (ESP)                         | マックス・ゲルハー · ドイツ (GER)                                           | ニコ・ファン・デル・ブルフト · オランダ (NED)               |
| 男子個人 PTS4 | アレクシ・アンカンコン · フランス (FRA)                   | カーソン・クロー · アメリカ合衆国 (USA)                                     | ニル・リウダベツ・ビクトリ · スペイン (ESP)                 |
| 男子個人 PTS5 | クリス・ハマー · アメリカ合衆国 (USA)                     | ロナン・コルデイロ · ブラジル (BRA)                                         | マルティン・シュルツ · ドイツ (GER)                         |
| 男子個人 PTVI | デーブ・エリス · ガイド:ルーク・ポラード · イギリス (GBR) | チボー・リゴドー · ガイド:Cyril Viennot · フランス (FRA)                    | アントワヌ・ペレル · ガイド:Yohan le Berre · フランス (FRA) |
| 女子個人 PTWC | ローレン・パーカー · オーストラリア (AUS)                 | ケンドール・グレッチ · アメリカ合衆国 (USA)                                 | リアン・テーラー · カナダ (CAN)                             |
| 女子個人 PTS2 | ヘーリー・ダンツ · アメリカ合衆国 (USA)                   | ベロニカ・ヨーコ・プレバニ · イタリア (ITA)                                 | アリサ・シーリー · アメリカ合衆国 (USA)                     |
| 女子個人 PTS4 | メーガン・リッヒター · イギリス (GBR)                     | マルタ・フランセス・ゴメス · スペイン (ESP)                                 | ハナ・ムーア · イギリス (GBR)                               |
| 女子個人 PTS5 | グレース・ノーマン · アメリカ合衆国 (USA)                 | クレア・キャシュモア · イギリス (GBR)                                       | ローレン・ステッドマン · イギリス (GBR)                     |
| 女子個人 PTVI | スサナ・ロドリゲス · ガイド:サラ・ペレス · スペイン (ESP) | フランチェスカ・タランテロ · ガイド:シルヴィア・ヴィサッジ · イタリア (ITA) | アンヤ・レナー · ガイド:Maria Paulig · ドイツ (GER)         |

## 馬術
| 種目                     | 金                                                                                | 銀                                                                                  | 銅                                                                                        |
| ------------------------ | --------------------------------------------------------------------------------- | ----------------------------------------------------------------------------------- | ----------------------------------------------------------------------------------------- |
| 団体                     | アメリカ合衆国 (USA) · ロクサン・トラネル · フィオナ・ハワード · レベッカ・ハート | オランダ (NED) · サネ・フーツ · デミ・ヘルケンス · リクスト・ファン・デル・ホルスト | ドイツ (GER) · アナ＝レーナ・ニーフス · レギネ・ミスペルカンプ · ハイデマリー・ドレジング |
| 個人規定 グレードI       | リハルツ・シュニクシュ · ラトビア (LAT)                                           | ロクサン・トラネル · アメリカ合衆国 (USA)                                           | サラ・モルガンティ · イタリア (ITA)                                                       |
| 個人規定 グレードII      | フィオナ・ハワード · アメリカ合衆国 (USA)                                         | カトリネ・クリステンセン · デンマーク (DEN)                                         | ジョージア・ウィルソン · イギリス (GBR)                                                   |
| 個人規定 グレードIII     | レベッカ・ハート · アメリカ合衆国 (USA)                                           | リクスト・ファン・デル・ホルスト · オランダ (NED)                                   | ナターシャ・ベーカー · イギリス (GBR)                                                     |
| 個人規定 グレードIV      | デミ・ヘルケンス · オランダ (NED)                                                 | サネ・フーツ · オランダ (NED)                                                       | アナ＝レーナ・ニーフス · ドイツ (GER)                                                     |
| 個人規定 グレードV       | ミシェル・ジョルジュ · ベルギー (BEL)                                             | レギネ・ミスペルカンプ · ドイツ (GER)                                               | ソフィー・ウェルズ · イギリス (GBR)                                                       |
| 個人自由演技 グレードI   | リハルツ・シュニクシュ · ラトビア (LAT)                                           | サラ・モルガンティ · イタリア (ITA)                                                 | マリ・ダーワード＝アクハースト · イギリス (GBR)                                           |
| 個人自由演技 グレードII  | フィオナ・ハワード · アメリカ合衆国 (USA)                                         | ジョージア・ウィルソン · イギリス (GBR)                                             | ハイデマリー・ドレジング · ドイツ (GER)                                                   |
| 個人自由演技 グレードIII | レベッカ・ハート · アメリカ合衆国 (USA)                                           | リクスト・ファン・デル・ホルスト · オランダ (NED)                                   | ナターシャ・ベーカー · イギリス (GBR)                                                     |
| 個人自由演技 グレードIV  | デミ・ヘルケンス · オランダ (NED)                                                 | アナ＝レーナ・ニーフス · ドイツ (GER)                                               | ケート・シューメーカー · アメリカ合衆国 (USA)                                             |
| 個人自由演技 グレードV   | ミシェル・ジョルジュ · ベルギー (BEL)                                             | レギネ・ミスペルカンプ · ドイツ (GER)                                               | ソフィー・ウェルズ · イギリス (GBR)                                                       |

## バドミントン

### 男子
| 種目           | 金                                | 銀                                            | 銅                                          |
| -------------- | --------------------------------- | --------------------------------------------- | ------------------------------------------- |
| シングルス WH1 | 屈子墨 · 中国 (CHN)               | 崔正晩 · 韓国 (KOR)                           | トーマス・ワントシュナイダー · ドイツ (GER) |
| シングルス WH2 | 梶原大暉 · 日本 (JPN)             | 陳浩源 · 香港 (HKG)                           | キム・ジョンジュン · 韓国 (KOR)             |
| シングルス SL3 | クマール・ニテシュ · インド (IND) | ダニエル・ベザル · イギリス (GBR)             | モンコン・ブンスン · タイ (THA)             |
| シングルス SL4 | リュカ・マズル · フランス (FRA)   | スハス・ラリナケレ・ヤティラジ · インド (IND) | フレディ・セティアワン · インドネシア (INA) |
| シングルス SU5 | リクハウ・チア · マレーシア (MAS) | スルヨ・ヌグロホ · インドネシア (INA)         | デバ・アンリムスティ · インドネシア (INA)   |
| シングルス SH6 | シャルル・ノアク · フランス (FRA) | クリステン・クームズ · イギリス (GBR)         | ビトル・タバレス · ブラジル (BRA)           |
| ダブルス WH1-2 | 中国 (CHN) · 麦建朋 · 屈子墨      | 韓国 (KOR) · チョン・ジェグン · ユ・スヨン    | 日本 (JPN) · 梶原大暉 · 村山浩              |

### 女子
| 種目           | 金                           | 銀                                                      | 銅                                                           |
| -------------- | ---------------------------- | ------------------------------------------------------- | ------------------------------------------------------------ |
| シングルス WH1 | 里見紗李奈 · 日本 (JPN)      | スジラット・プッカム · タイ (THA)                       | 尹夢璐 · 中国 (CHN)                                          |
| シングルス WH2 | 劉禹彤 · 中国 (CHN)          | 李紅燕 · 中国 (CHN)                                     | イラリア・レングリ · スイス (SUI)                            |
| シングルス SL3 | 肖祖賢 · 中国 (CHN)          | クニター・イクティアル・シャクロー · インドネシア (INA) | マリアム・エニオラ・ボラジ · ナイジェリア (NGR)              |
| シングルス SL4 | 程和芳 · 中国 (CHN)          | レアニ・ラトリ・オクティラ · インドネシア (INA)         | ヘレ・ソフィエ・サゲイ · ノルウェー (NOR)                    |
| シングルス SU5 | 楊秋霞 · 中国 (CHN)          | トゥラシマティ・ムルゲサン · インド (IND)               | マニシャ・ラマダス · インド (IND)                            |
| シングルス SH6 | 李鳳梅 · 中国 (CHN)          | 林双宝 · 中国 (CHN)                                     | ニティヤ・スレ・シバン · インド (IND)                        |
| ダブルス WH1-2 | 中国 (CHN) · 劉禹彤 · 尹夢璐 | 日本 (JPN) · 里見紗李奈 · 山崎悠麻                      | タイ (THA) · スジラット・プッカム · アムヌイ・ウェトウィタン |

### 男女混合
| 種目             | 金                                                                   | 銀                                                                   | 銅                                                       |
| ---------------- | -------------------------------------------------------------------- | -------------------------------------------------------------------- | -------------------------------------------------------- |
| ダブルス SL3-SU5 | インドネシア (INA) · ヒクマト・ラムダニ · レアニ・ラトリ・オクティラ | インドネシア (INA) · フレディ・セティアワン · ハリマトゥス・サディヤ | フランス (FRA) · リュカ・マズル · フォスティーヌ・ノエル |
| ダブルス SH6     | 中国 (CHN) · 林乃利 · 李鳳梅                                         | アメリカ合衆国 (USA) · マイルズ・クライエフスキ · ジェーチ・サイモン | インドネシア (INA) · スバン · リナ・マルリナ             |

## パワーリフティング

### 男子
| 種目       | 金                                              | 銀                                                | 銅                                              |
| ---------- | ----------------------------------------------- | ------------------------------------------------- | ----------------------------------------------- |
| 49 kg級    | オマル・カラダ · ヨルダン (JOR)                 | アブドラ・カヤピナル · トルコ (TUR)               | レ・バン・コン · ベトナム (VIE)                 |
| 54 kg級    | ダビド・デグチアレフ · カザフスタン (KAZ)       | パブロ・ラミレス・バリエントス · キューバ (CUB)   | 楊井浪 · 中国 (CHN)                             |
| 59 kg級    | ムハンマド・メニヤウィ · エジプト (EGY)         | 斉勇凱 · 中国 (CHN)                               | モフセン・バフティアル · イラン (IRI)           |
| 65 kg級    | 鄒益 · 中国 (CHN)                               | マーク・スワン · イギリス (GBR)                   | ホシン・ベッティル · アルジェリア (ALG)         |
| 72 kg級    | ボニー・ブニャウ・グスティン · マレーシア (MAS) | 胡鵬 · 中国 (CHN)                                 | ドナート・テレスカ · イタリア (ITA)             |
| 80 kg級    | ルーハラ・ロスタミ · イラン (IRI)               | 顧小飛 · 中国 (CHN)                               | ラスール・モフシン · イラク (IRQ)               |
| 88 kg級    | 閻盼盼 · 中国 (CHN)                             | ムハンマド・エルファト · エジプト (EGY)           | ユーリ・バビネツ · ウクライナ (UKR)             |
| 97 kg級    | アブデルカリーム・ハッタブ · ヨルダン (JOR)     | 葉継雄 · 中国 (CHN)                               | ファビオ・トレス · コロンビア (COL)             |
| 107 kg級   | アリアクバル・ガリブシャヒ · イラン (IRI)       | ソドノンピルジェー・エンフバヤル · モンゴル (MGL) | ホセ・デ・ヘスス・カスティジョ · メキシコ (MEX) |
| 107 kg超級 | アハマド・アミンザデ · イラン (IRI)             | アントン・クリュコフ · ウクライナ (UKR)           | アカキ・ジンチャラゼ · ジョージア (GEO)         |

### 女子
| 種目      | 金                                                  | 銀                                    | 銅                                              |
| --------- | --------------------------------------------------- | ------------------------------------- | ----------------------------------------------- |
| 41 kg級   | 崔哲 · 中国 (CHN)                                   | エスター・ヌワグ · ナイジェリア (NGR) | ララ・アパレシダ・デ・リマ · ブラジル (BRA)     |
| 45 kg級   | 郭玲玲 · 中国 (CHN)                                 | ゾイ・ニューソン · イギリス (GBR)     | ナズミエ・ムラトウ · トルコ (TUR)               |
| 50 kg級   | クララ・フエンテス・モナステリオ · ベネズエラ (VEN) | 肖金萍 · 中国 (CHN)                   | オリビア・ブルーム · イギリス (GBR)             |
| 55 kg級   | レハブ・アフマド · エジプト (EGY)                   | ベシュラ・ドゥマン · トルコ (TUR)     | カモルパン・クララットペット · タイ (THA)       |
| 61 kg級   | オニニエチ・マーク · ナイジェリア (NGR)             | 崔建金 · 中国 (CHN)                   | アマリア・ペレス・バスケス · メキシコ (MEX)     |
| 67 kg級   | 譚玉嬌 · 中国 (CHN)                                 | ファトマ・ヤン · エジプト (EGY)       | マリア・デ・ファチマ・カストロ · ブラジル (BRA) |
| 73 kg級   | マリアナ・ダンドレア · ブラジル (BRA)               | ルザ・クジエワ · ウズベキスタン (UZB) | シベル・チャム · トルコ (TUR)                   |
| 79 kg級   | 韓淼雨 · 中国 (CHN)                                 | ボース・オモラヨ · ナイジェリア (NGR) | サファ・ハッサン · エジプト (EGY)               |
| 86 kg級   | タヤナ・メデイロス · ブラジル (BRA)                 | 鄭飛飛 · 中国 (CHN)                   | マリオン・セラノ · チリ (CHI)                   |
| 86 kg超級 | フォラシャデ・オルワフェミアヨ · ナイジェリア (NGR) | 鄧雪梅 · 中国 (CHN)                   | ナディア・アリ · エジプト (EGY)                 |

## ボッチャ
| 種目           | 金                                                     | 銀                                                                                    | 銅                                                                 |
| -------------- | ------------------------------------------------------ | ------------------------------------------------------------------------------------- | ------------------------------------------------------------------ |
| 男子個人 BC1   | 竜子健 · 香港 (HKG)                                    | チョン・ソンジュン · 韓国 (KOR)                                                       | ムハマド・シアファ · インドネシア (INA)                            |
| 男子個人 BC2   | ウォラウト・サエンガンパ · タイ (THA)                  | ムハマド・ビンタン・ヘルランガ · インドネシア (INA)                                   | ワトチャラポン・ウォンサ · タイ (THA)                              |
| 男子個人 BC3   | チョン・ホウォン · 韓国 (KOR)                          | ダニエル・ミシェル · オーストラリア (AUS)                                             | グリゴリオス・ポリクロニディス · ギリシャ (GRE)                    |
| 男子個人 BC4   | スティーブン・マグワイア · イギリス (GBR)              | エディルソン・チカ · コロンビア (COL)                                                 | アルチョム・コリンコ · ウクライナ (UKR)                            |
| 女子個人 BC1   | オレリ・オベール · フランス (FRA)                      | ジェラリン・タン · シンガポール (SGP)                                                 | 遠藤裕美 · 日本 (JPN)                                              |
| 女子個人 BC2   | クリスティナ・ゴンサルベス · ポルトガル (POR)          | チョン・ソヨン · 韓国 (KOR)                                                           | ギスカ・ザヤナ · インドネシア (INA)                                |
| 女子個人 BC3   | 何宛淇 · 香港 (HKG)                                    | ジェーミソン・リーソン · オーストラリア (AUS)                                         | カン・ソンヒ · 韓国 (KOR)                                          |
| 女子個人 BC4   | 林細妹 · 中国 (CHN)                                    | 張沅 · 香港 (HKG)                                                                     | レイディ・チカ · コロンビア (COL)                                  |
| 混合団体 BC1-2 | 中国 (CHN) · 藍智堅 · 厳治強 · 張琦                    | インドネシア (INA) · ムハマド・シアファ · フェリクス・アルディ・ユダ · ギスカ・ザヤナ | 日本 (JPN) · 遠藤裕美 · 廣瀬隆喜 · 杉村英孝                        |
| 混合ペア BC3   | 香港 (HKG) · 何宛淇 · 謝徳樺                           | 韓国 (KOR) · チョン・ホウォン · カン・ソンヒ                                          | アルゼンチン (ARG) · ステファニア・フェランド · ロドリゴ・ロメロ   |
| 混合ペア BC4   | コロンビア (COL) · レイディ・チカ · エディルソン・チカ | 香港 (HKG) · 張沅 · 梁育栄                                                            | タイ (THA) · ポーンチョック・ラープエン · ヌアンチャン・ポンシラー |

## 陸上競技

### 男子
| 種目     | クラス | 金                                                                                                  | 銀                                                                     | 銅                                                                                            |
| -------- | ------ | --------------------------------------------------------------------------------------------------- | ---------------------------------------------------------------------- | --------------------------------------------------------------------------------------------- |
| 100 m    | T11    | アサナシオス・ガベラス · ガイド:ヨアニス・ニファントプロス · ギリシャ (GRE)                         | ティモテ・アドルフ · ガイド:シャルル・ルナール · フランス (FRA)        | 邸東東 · ガイド:廉佳庚 · 中国 (CHN)                                                           |
| 100 m    | T12    | ノア・マローン · アメリカ合衆国 (USA)                                                               | ジョエフェルソン・マリーニョ・デ・オリベイラ · ブラジル (BRA)          | ザカリー・ショー · イギリス (GBR)                                                             |
| 100 m    | T13    | スカンデル・ジャミル・アスマニ · アルジェリア (ALG)                                                 | サルム・アゲゼ・カシャファリ · ノルウェー (NOR)                        | 川上秀太 · 日本 (JPN)                                                                         |
| 100 m    | T34    | チャイワト・ラッタナ · タイ (THA)                                                                   | ワリド・クティラ · チュニジア (TUN)                                    | オースティン・スミンク · カナダ (CAN)                                                         |
| 100 m    | T35    | イーホル・ツビエトフ · ウクライナ (UKR)                                                             | アルチョム・カラシアン · 中立パラリンピック (NPA)                      | ドミトリー・サフロノフ · 中立パラリンピック (NPA)                                             |
| 100 m    | T36    | ジェームズ・ターナー · オーストラリア (AUS)                                                         | アレクシス・セバスティアン・チャベス · アルゼンチン (ARG)              | 楊義飛 · 中国 (CHN)                                                                           |
| 100 m    | T37    | リカルド・ゴメス・デ・メンドンサ · ブラジル (BRA)                                                   | サプトヨゴ・プルノモ · インドネシア (INA)                              | アンドレイ・ウドビン · 中立パラリンピック (NPA)                                               |
| 100 m    | T38    | ジェーディン・ブラックウェル · アメリカ合衆国 (USA)                                                 | ライアン・メドラノ · アメリカ合衆国 (USA)                              | フアン・カンパス · コロンビア (COL)                                                           |
| 100 m    | T44    | ムプメレロ・ムロンゴ · 南アフリカ (RSA)                                                             | ヤメル・ルイス・ビベス・スアレス · キューバ (CUB)                      | エディ・ブルナルド · マレーシア (MAS)                                                         |
| 100 m    | T47    | ペトルシオ・フェレイラ・ドス・サントス · ブラジル (BRA)                                             | コルバン・ベスト · アメリカ合衆国 (USA)                                | アイマン・ハドダウイ · モロッコ (MAR)                                                         |
| 100 m    | T51    | コディ・フルニー · カナダ (CAN)                                                                     | ペーター・ゲニン · ベルギー (BEL)                                      | トニ・ピースパネン · フィンランド (FIN)                                                       |
| 100 m    | T52    | マキシム・カラビン · ベルギー (BEL)                                                                 | マーカス・ペリノー＝デーリー · イギリス (GBR)                          | 佐藤友祈 · 日本 (JPN)                                                                         |
| 100 m    | T53    | アドブルラフマン・クラシ · サウジアラビア (KSA)                                                     | ポンサコン・パエヨ · タイ (THA)                                        | アリオズバウド・フェルナンデス・ダ・シウバ · ブラジル (BRA)                                   |
| 100 m    | T54    | フアン・パブロ・セルバンテス・ガルシア · メキシコ (MEX)                                             | アティワト・ペン＝ニュア · タイ (THA)                                  | レオ＝ペッカ・タハティ · フィンランド (FIN)                                                   |
| 100 m    | T63    | エズラ・フレック · アメリカ合衆国 (USA)                                                             | ダニエル・ワグナー · デンマーク (DEN)                                  | ビニシウス・ゴンサウベス・ロドリゲス · ブラジル (BRA)                                         |
| 100 m    | T64    | シェルマン・ギティ · コスタリカ (CRC)                                                               | マクセル・アモ・マヌ · イタリア (ITA)                                  | フェリックス・シュトレング · ドイツ (GER)                                                     |
| 200 m    | T35    | イーホル・ツビエトフ · ウクライナ (UKR)                                                             | ドミトリー・サフロノフ · 中立パラリンピック (NPA)                      | アルチョム・カラシアン · 中立パラリンピック (NPA)                                             |
| 200 m    | T37    | アンドレイ・ウドビン · 中立パラリンピック (NPA)                                                     | リカルド・ゴメス・デ・メンドンサ · ブラジル (BRA)                      | クリスチアン・ガブリエル・ルイス · ブラジル (BRA)                                             |
| 200 m    | T51    | コディ・フルニー · カナダ (CAN)                                                                     | トニ・ピースパネン · フィンランド (FIN)                                | ペーター・ゲニン · ベルギー (BEL)                                                             |
| 200 m    | T64    | シェルマン・ギティ · コスタリカ (CRC)                                                               | レビ・フロート · オランダ (NED)                                        | ムプメレロ・ムロンゴ · 南アフリカ (RSA)                                                       |
| 400 m    | T11    | エンデルソン・ヘルマン・サントス・ゴンサレス · ガイド:Eubrig José Maza Caraballo · ベネズエラ (VEN) | ティモテ・アドルフ · ガイド:ジェフリー・ラミ · フランス (FRA)          | ギヨーム・ジュニオル・アタンガナ · ガイド:Donard Ndim Nyamjua · 難民 (RPT)                    |
| 400 m    | T12    | ムンセフ・ブジャ · モロッコ (MAR)                                                                   | ノア・マローン · アメリカ合衆国 (USA)                                  | ルアイ・ジャバブリ · チュニジア (TUN)                                                         |
| 400 m    | T13    | スカンデル・ジャミル・アスマニ · アルジェリア (ALG)                                                 | 福永凌太 · 日本 (JPN)                                                  | ブインデル・ベルムデス · コロンビア (COL)                                                     |
| 400 m    | T20    | ジョン・オバンド · コロンビア (COL)                                                                 | ダビド・ホセ・ピネダ・メヒア · スペイン (ESP)                          | ヨバンニ・フィリップ · モーリシャス (MRI)                                                     |
| 400 m    | T36    | ジェームズ・ターナー · オーストラリア (AUS)                                                         | ウィリアム・ステッドマン · ニュージーランド (NZL)                      | アレクシス・セバスティアン・チャベス · アルゼンチン (ARG)                                     |
| 400 m    | T37    | アンドレイ・ウドビン · 中立パラリンピック (NPA)                                                     | バルトロメウ・シャベス · ブラジル (BRA)                                | アメン・アラハ・ティサウイ · チュニジア (TUN)                                                 |
| 400 m    | T38    | ジェーディン・ブラックウェル · アメリカ合衆国 (USA)                                                 | ライアン・メドラノ · アメリカ合衆国 (USA)                              | フアン・カンパス · コロンビア (COL)                                                           |
| 400 m    | T47    | アイマン・ハドダウイ · モロッコ (MAR)                                                               | アユブ・サドニ · モロッコ (MAR)                                        | トマシュ・ルアン・デ・モラエス · ブラジル (BRA)                                               |
| 400 m    | T52    | マクシム・カラビン · ベルギー (BEL)                                                                 | 佐藤友祈 · 日本 (JPN)                                                  | 伊藤智也 · 日本 (JPN)                                                                         |
| 400 m    | T53    | ポンサコン・パエヨ · タイ (THA)                                                                     | ブレント・ラカトス · カナダ (CAN)                                      | ブライアン・シーマン · アメリカ合衆国 (USA)                                                   |
| 400 m    | T54    | 代雲強 · 中国 (CHN)                                                                                 | アティワト・ペン＝ニュア · タイ (THA)                                  | ダニエル・ロマンチャック · アメリカ合衆国 (USA)                                               |
| 400 m    | T62    | ハンター・ウッドホール · アメリカ合衆国 (USA)                                                       | ヨハネス・フロールス · ドイツ (GER)                                    | オリビエ・ヘンドリクス · オランダ (NED)                                                       |
| 800 m    | T34    | オースティン・スミンク · カナダ (CAN)                                                               | チャイワト・ラッタナ · タイ (THA)                                      | リード・マクラケン · オーストラリア (AUS)                                                     |
| 800 m    | T53    | ブレント・ラカトス · カナダ (CAN)                                                                   | ポンサコン・パエヨ · タイ (THA)                                        | ブライアン・シーマン · アメリカ合衆国 (USA)                                                   |
| 800 m    | T54    | 金華 · 中国 (CHN)                                                                                   | 代雲強 · 中国 (CHN)                                                    | マルセル・フグ · スイス (SUI)                                                                 |
| 1500 m   | T11    | イエルツィン・ジャックス · ガイド:ギリェルメ・ドス・アンジョス・サントス · ブラジル (BRA)           | イタヤル・シレシュ・イグザ · ガイド:Esubalew Nebere · エチオピア (ETH) | ジュリオ・セザール・アグリピノ · ガイド:ミカエル・バティスタ・ドス・サントス · ブラジル (BRA) |
| 1500 m   | T13    | アレクサンドル・コスティン · 中立パラリンピック (NPA)                                               | ルアイ・ジャバブリ · チュニジア (TUN)                                  | アントン・クリアティン · 中立パラリンピック (NPA)                                             |
| 1500 m   | T20    | ベン・サンディランズ · イギリス (GBR)                                                               | サンドロ・バエサ · ポルトガル (POR)                                    | マイケル・ブラニガン · アメリカ合衆国 (USA)                                                   |
| 1500 m   | T38    | アメン・アラハ・ティサウイ · チュニジア (TUN)                                                       | ネート・リーチ · カナダ (CAN)                                          | リース・ラングドン · オーストラリア (AUS)                                                     |
| 1500 m   | T46    | アレクサンドル・イアレムチュク · 中立パラリンピック (NPA)                                           | マイケル・ローガー · オーストラリア (AUS)                              | アントワヌ・プロー · フランス (FRA)                                                           |
| 1500 m   | T54    | 金華 · 中国 (CHN)                                                                                   | マルセル・フグ · スイス (SUI)                                          | 代雲強 · 中国 (CHN)                                                                           |
| 5000 m   | T11    | ジュリオ・セザール・アグリピノ・ドス・サントス · ブラジル (BRA)                                     | 唐澤剣也 · 日本 (JPN)                                                  | イエルトシン・ジャックス · ブラジル (BRA)                                                     |
| 5000 m   | T13    | ヤシネ・オウダディ・エル・アタビ · スペイン (ESP)                                                   | アレクサンドル・コスティン · 中立パラリンピック (NPA)                  | アントン・クリアティン · 中立パラリンピック (NPA)                                             |
| 5000 m   | T54    | ダニエル・ロマンチャック · アメリカ合衆国 (USA)                                                     | マルセル・フグ · スイス (SUI)                                          | ファイサル・アルラジェヒ · クウェート (KUW)                                                   |
| マラソン | T12    | ワジ・ブーヒリ · チュニジア (TUN)                                                                   | アルベルト・スアレスラソ · スペイン (ESP)                              | アミン・シェントゥフ · モロッコ (MAR)                                                         |
| マラソン | T54    | マルセル・フグ · スイス (SUI)                                                                       | 金華 · 中国 (CHN)                                                      | 鈴木朋樹 · 日本 (JPN)                                                                         |
| 走高跳   | T47    | ロデリック・タウンゼンド · アメリカ合衆国 (USA)                                                     | ニシャド・クマール · インド (IND)                                      | ゲオルギー・マルギエフ · 中立パラリンピック (NPA)                                             |
| 走高跳   | T63    | エズラ・フレック · アメリカ合衆国 (USA)                                                             | シャラド・クマール · インド (IND)                                      | マリヤッパン・タンガベル · インド (IND)                                                       |
| 走高跳   | T64    | プラビーン・クマール · インド (IND)                                                                 | デレク・ロシデント · アメリカ合衆国 (USA)                              | テムルベク・ギヤゾフ · ウズベキスタン (UZB)                                                   |
| 走高跳   | T64    | プラビーン・クマール · インド (IND)                                                                 | デレク・ロシデント · アメリカ合衆国 (USA)                              | マチェイ・レピアト · ポーランド (POL)                                                         |
| 走幅跳   | T11    | 邸東東 · 中国 (CHN)                                                                                 | 陳世昌 · 中国 (CHN)                                                    | ホアン・ムナル・マルティネス · スペイン (ESP)                                                 |
| 走幅跳   | T12    | サイド・ナジャフザデ · アゼルバイジャン (AZE)                                                       | ドニヨル・サリエフ · ウズベキスタン (UZB)                              | フェルナンド・バスケス · アルゼンチン (ARG)                                                   |
| 走幅跳   | T13    | オルハン・アスラノフ · アゼルバイジャン (AZE)                                                       | アイザック・ジャン＝ポール · アメリカ合衆国 (USA)                      | パウロ・エンリケ・アンドラデ・ドス・レイス · ブラジル (BRA)                                   |
| 走幅跳   | T20    | マトベイ・ヤクシェフ · 中立パラリンピック (NPA)                                                     | アブドル・ラティフ・ロムリー · マレーシア (MAS)                        | ジョン・オバンド · コロンビア (COL)                                                           |
| 走幅跳   | T36    | エフゲニー・トルスノフ · 中立パラリンピック (NPA)                                                   | アセル・マテウス・アウメイダ・ラモス · ブラジル (BRA)                  | オレクサンドル・リトビネンコ · ウクライナ (UKR)                                               |
| 走幅跳   | T37    | ブライアン・リオネル・インペリッツェリ · アルゼンチン (ARG)                                         | サムソン・オピヨ · ケニア (KEN)                                        | マテウス・エバンジェリスタ・カルドゾ · ブラジル (BRA)                                         |
| 走幅跳   | T38    | ヘタグ・キンチャゴフ · 中立パラリンピック (NPA)                                                     | 衷黄浩 · 中国 (CHN)                                                    | ホセ・レモス · コロンビア (COL)                                                               |
| 走幅跳   | T47    | ロビエル・ヤンキエル・ソル・セルバンテス · キューバ (CUB)                                           | 王浩 · 中国 (CHN)                                                      | ニキータ・コトゥコフ · 中立パラリンピック (NPA)                                               |
| 走幅跳   | T63    | ヨエル・デ・ヨング · オランダ (NED)                                                                 | ダニエル・ワグナー · デンマーク (DEN)                                  | ノア・ムブヤンバ · オランダ (NED)                                                             |
| 走幅跳   | T64    | マルクス・レーム · ドイツ (GER)                                                                     | デレク・ロシデント · アメリカ合衆国 (USA)                              | ジャリッド・ウォレス · アメリカ合衆国 (USA)                                                   |
| 砲丸投   | F11    | アミールホセイン・アリプル・ダルベイド · イラン (IRI)                                               | マフディ・オラド · イラン (IRI)                                        | アルバロ・デル・アモ・カノ · スペイン (ESP)                                                   |
| 砲丸投   | F12    | エルベク・スルトノフ · ウズベキスタン (UZB)                                                         | ウォロディミル・ポノマレンコ · ウクライナ (UKR)                        | ロマン・ダニリュク · ウクライナ (UKR)                                                         |
| 砲丸投   | F20    | オレクサンドル・ヤロビー · ウクライナ (UKR)                                                         | ムハマド・ジヤド・ゾルケフリ · マレーシア (MAS)                        | マクシム・コワリ · ウクライナ (UKR)                                                           |
| 砲丸投   | F32    | アサナシオス・コンスタンティニディス · ギリシャ (GRE)                                               | アレクセイ・チュルキン · 中立パラリンピック (NPA)                      | ラザロス・ステファニディス · ギリシャ (GRE)                                                   |
| 砲丸投   | F33    | 蔡秉辰 · 中国 (CHN)                                                                                 | デニ・チェルニ · クロアチア (CRO)                                      | ザカリア・デルヘム · モロッコ (MAR)                                                           |
| 砲丸投   | F34    | マウリシオ・バレンシア · コロンビア (COL)                                                           | アゼディン・ヌイリ · モロッコ (MAR)                                    | アハマド・ヒンディ · ヨルダン (JOR)                                                           |
| 砲丸投   | F35    | フスニディン・ノルベコフ · ウズベキスタン (UZB)                                                     | エルナン・エマヌエル・ウラ · アルゼンチン (ARG)                        | セイエド・アリアスガル・ジャバンマルディ · イラン (IRI)                                       |
| 砲丸投   | F36    | ウラジーミル・スビリドフ · 中立パラリンピック (NPA)                                                 | アラン・ココイティ · 中立パラリンピック (NPA)                          | ダスタン・ムカシュベコフ · カザフスタン (KAZ)                                                 |
| 砲丸投   | F37    | クドラティロホン・マルフフジャエフ · ウズベキスタン (UZB)                                           | アハメド・ベンモスラハ · チュニジア (TUN)                              | トリボイ・ユルダシェフ · ウズベキスタン (UZB)                                                 |
| 砲丸投   | F40    | ミゲル・モンテイロ · ポルトガル (POR)                                                               | バトトゥルガ・ツェグミド · モンゴル (MGL)                              | ガラハ・トナイアシュ · イラク (IRQ)                                                           |
| 砲丸投   | F41    | ボビルジョン・オモノフ · ウズベキスタン (UZB)                                                       | ニコ・カッペル · ドイツ (GER)                                          | 黄俊 · 中国 (CHN)                                                                             |
| 砲丸投   | F46    | グレッグ・スチュワート · カナダ (CAN)                                                               | サチン・サルジェラオ・キラリ · インド (IND)                            | ルカ・バコビッチ · クロアチア (CRO)                                                           |
| 砲丸投   | F53    | ギガ・オクヒキゼ · ジョージア (GEO)                                                                 | アブデリラ・ガニ · モロッコ (MAR)                                      | アリレザ・モフタリ · イラン (IRN)                                                             |
| 砲丸投   | F55    | ルジュディ・ルジュディ · ブルガリア (BUL)                                                           | ザファル・ザケル · イラン (IRI)                                        | レフ・ストルトマン · ポーランド (POL)                                                         |
| 砲丸投   | F55    | ルジュディ・ルジュディ · ブルガリア (BUL)                                                           | ネボイシャ・ジュリッチ · セルビア (SRB)                                | レフ・ストルトマン · ポーランド (POL)                                                         |
| 砲丸投   | F57    | ヤシン・ホスラビ · イラン (IRI)                                                                     | チアゴ・パウリノ・ドス・サントス · ブラジル (BRA)                      | ホカト・ホトジェ・スマ · インド (IND)                                                         |
| 砲丸投   | F63    | ファイサル・ソルール · クウェート (KUW)                                                             | アレッド・デービス · イギリス (GBR)                                    | トム・ハプシャイト · ルクセンブルク (LUX)                                                     |
| 円盤投   | F11    | オネイ・タピア · イタリア (ITA)                                                                     | ハッサン・バジュルバンド · イラン (IRI)                                | アルバロ・デル・アモ・カノ · スペイン (ESP)                                                   |
| 円盤投   | F37    | トリボイ・ユルダシェフ · ウズベキスタン (UZB)                                                       | ジェシー・ゼスー · カナダ (CAN)                                        | ハイデル・アリ · パキスタン (PAK)                                                             |
| 円盤投   | F52    | リジバン・ガネシャムルティ · イタリア (ITA)                                                         | アイガルス・アピニス · ラトビア (LAT)                                  | アンドレ・ロシャ · ブラジル (BRA)                                                             |
| 円盤投   | F56    | クラウディネイ・バチスタ・ドス・サントス · ブラジル (BRA)                                           | ヨゲシュ・カトゥニヤ · インド (IND)                                    | コンスタンティノス・ズニス · ギリシャ (GRE)                                                   |
| 円盤投   | F64    | ジェレミー・キャンベル · アメリカ合衆国 (USA)                                                       | アキーム・スチュアート · トリニダード・トバゴ (TTO)                    | デービッド・ブレア · アメリカ合衆国 (USA)                                                     |
| やり投   | F13    | ダニエル・ペンブローク · イギリス (GBR)                                                             | アリ・ピルジ · イラン (IRI)                                            | ウリセル・アギレラ・クルス · キューバ (CUB)                                                   |
| やり投   | F34    | サイード・アフルーズ · イラン (IRI)                                                                 | マウリシオ・バレンシア · コロンビア (COL)                              | ディエゴ・メネセス · コロンビア (COL)                                                         |
| やり投   | F38    | ホセ・グレゴリオ・レモス・リバス · コロンビア (COL)                                                 | ウラジスラフ・ビリ · ウクライナ (UKR)                                  | 安東権 · 中国 (CHN)                                                                           |
| やり投   | F41    | ナヴディープ・シン · インド (IND)                                                                   | 孫鵬祥 · 中国 (CHN)                                                    | ウィルダン・ヌハイラウィ · イラク (IRQ)                                                       |
| やり投   | F46    | ギジェルモ・バロナ · キューバ (CUB)                                                                 | アジート・シン · インド (IND)                                          | スンダル・シン・グルジャル · インド (IND)                                                     |
| やり投   | F54    | イバン・レベンコ · 中立パラリンピック (NPA)                                                         | エドガル・ウリセス・フエンテス・ヤネス · メキシコ (MEX)                | エマヌイル・ステファヌダキス · ギリシャ (GRE)                                                 |
| やり投   | F57    | ヨルキンベク・オディロフ · ウズベキスタン (UZB)                                                     | ムハメト・ハルバンディ · トルコ (TUR)                                  | シセロ・リンス · ブラジル (BRA)                                                               |
| やり投   | F64    | スミト・アンティル · インド (IND)                                                                   | ドゥラン・コディトゥワク · スリランカ (SRI)                            | ミチャル・ブリアン · オーストラリア (AUS)                                                     |
| こん棒投 | F32    | アレクセイ・チュルキン · 中立パラリンピック (NPA)                                                   | アサナシオス・コンスタンティニディス · ギリシャ (GRE)                  | アフマド・メヒデブ · アルジェリア (ALG)                                                       |
| こん棒投 | F51    | ダランビル · インド (IND)                                                                           | プラナブ・スールマ · インド (IND)                                      | ジェリコ・ディミトリエビッチ · セルビア (SRB)                                                 |

### 女子
| 種目     | クラス | 金                                                                                                  | 銀                                                                      | 銅                                                                                    |
| -------- | ------ | --------------------------------------------------------------------------------------------------- | ----------------------------------------------------------------------- | ------------------------------------------------------------------------------------- |
| 100 m    | T11    | ジェルザ・ジェベル・ドス・サントス · ガイド:ガブリエル・アパレシド・サントス · ブラジル (BRA)       | 劉翠青 · ガイド:陳聖明 · 中国 (CHN)                                     | ロレーナ・シウバ・スポラドレ · ガイド:レナト・コスタ · ブラジル (BRA)                 |
| 100 m    | T12    | オマラ・ドゥランド · ガイド:ユニオル・キンデラン・バルガス · キューバ (CUB)                         | オクサナ・ボトルチュク · ガイド:ミキタ・バラバノフ · ウクライナ (UKR)   | カトリン・ミュラー＝ロットガルト · ガイド:ノエル・フィリップ・フィナー · ドイツ (GER) |
| 100 m    | T13    | ラミヤ・バリエワ · アゼルバイジャン (AZE)                                                           | ラヤネ・ソアレス・ダ・シウバ · ブラジル (BRA)                           | オーラ・コマフォード · アイルランド (IRL)                                             |
| 100 m    | T34    | ハナ・コックロフト · イギリス (GBR)                                                                 | カリー・アデネガン · イギリス (GBR)                                     | 蘭涵鈺 · 中国 (CHN)                                                                   |
| 100 m    | T35    | 周霞 · 中国 (CHN)                                                                                   | 郭芊芊 · 中国 (CHN)                                                     | プリーティ・パル · インド (IND)                                                       |
| 100 m    | T36    | 史逸婷 · 中国 (CHN)                                                                                 | ダニエル・アイチソン · ニュージーランド (NZL)                           | ベロニカ・イポリト · ブラジル (BRA)                                                   |
| 100 m    | T37    | 文暁燕 · 中国 (CHN)                                                                                 | テーラー・スワンソン · アメリカ合衆国 (USA)                             | ジャリーン・ロバーツ · アメリカ合衆国 (USA)                                           |
| 100 m    | T38    | カレン・パロメケ · コロンビア (COL)                                                                 | リダ＝マリア・マントプル · ギリシャ (GRE)                               | ダリアン・フェイスリ・ヒメネス · コロンビア (COL)                                     |
| 100 m    | T47    | キアラ・ロドリゲス · エクアドル (ECU)                                                               | ブリトニー・メーソン · アメリカ合衆国 (USA)                             | アナ・グリマルディ · ニュージーランド (NZL)                                           |
| 100 m    | T53    | サマンサ・キングホーン · イギリス (GBR)                                                             | カトリーヌ・デブルナー · スイス (SUI)                                   | 高芳 · 中国 (CHN)                                                                     |
| 100 m    | T54    | レア・バイェクラ · ベルギー (BEL)                                                                   | タチアナ・マクファデン · アメリカ合衆国 (USA)                           | アマンダ・コタヤ · フィンランド (FIN)                                                 |
| 100 m    | T63    | マルティーナ・カイロニ · イタリア (ITA)                                                             | カリスマ・エヴィ・ティアラニ · インドネシア (INA)                       | モニカ・グラツィアナ・コントラファット · イタリア (ITA)                               |
| 100 m    | T63    | マルティーナ・カイロニ · イタリア (ITA)                                                             | カリスマ・エヴィ・ティアラニ · インドネシア (INA)                       | ンディディカマ・オコー · イギリス (GBR)                                               |
| 100 m    | T64    | フルール・ヨング · オランダ (NED)                                                                   | キンバリー・アルケマデ · オランダ (NED)                                 | マルレーネ・ファン・ハンスウィンクル · オランダ (NED)                                 |
| 200 m    | T11    | ジェルザ・ジェベル・ドス・サントス · ガイド:ガブリエル・アパレシド・ドス・サントス · ブラジル (BRA) | 劉翠青 · ガイド:陳聖明 · 中国 (CHN)                                     | ラジャ・イシティレ · ガイド:Sem Shimanda · ナミビア (NAM)                             |
| 200 m    | T12    | オマラ・ドゥランド · ガイド:ユニオル・キンデラン・バルガス · キューバ (CUB)                         | アレハンドラ・パウラ・ペレス・ロペス · ベネズエラ (VEN)                 | シムラン・シャルマ · ガイド:アバイ・シン · インド (IND)                               |
| 200 m    | T35    | 周霞 · 中国 (CHN)                                                                                   | 郭芊芊 · 中国 (CHN)                                                     | プリーティ・パル · インド (IND)                                                       |
| 200 m    | T36    | 史逸婷 · 中国 (CHN)                                                                                 | ダニエル・アイチソン · ニュージーランド (NZL)                           | マリ・ローベル · オーストラリア (AUS)                                                 |
| 200 m    | T37    | 文暁燕 · 中国 (CHN)                                                                                 | ナタリア・コブザル · ウクライナ (UKR)                                   | 蔣芬芬 · 中国 (CHN)                                                                   |
| 200 m    | T47    | アナ・グリマルディ · ニュージーランド (NZL)                                                         | ブリトニー・メーソン · アメリカ合衆国 (USA)                             | サシラワン・インタショ · タイ (THA)                                                   |
| 200 m    | T64    | キンバリー・アルケマデ · オランダ (NED)                                                             | マルレーネ・ファン・ハンスウィンクル · オランダ (NED)                   | イルムガルト・ベンスザン · ドイツ (GER)                                               |
| 400 m    | T11    | ラジャ・イシティレ · ガイド:Sem Shimanda · ナミビア (NAM)                                           | タリタ・シンプリシオ · ガイド:フェリペ・ヴェローソ · ブラジル (BRA)     | 何珊珊 · ガイド:游俊傑 · 中国 (CHN)                                                   |
| 400 m    | T12    | オマラ・ドゥランド · ガイド:ユニオル・キンデラン・バルガス · キューバ (CUB)                         | ハジャル・サファルザデ · イラン (IRI)                                   | オクサナ・ボトルチュク · ガイド:ミキタ・バラバノフ · ウクライナ (UKR)                 |
| 400 m    | T13    | ラヤネ・ソアレス・ダ・シウバ · ブラジル (BRA)                                                       | ラミヤ・バリエワ · アゼルバイジャン (AZE)                               | カロリナ・ドゥアルテ · ポルトガル (POR)                                               |
| 400 m    | T20    | ユリア・シュリアル · ウクライナ (UKR)                                                               | アイセル・エンデル · トルコ (TUR)                                       | ディープティ・ジーバンジ · インド (IND)                                               |
| 400 m    | T37    | ナタリア・コブザル · ウクライナ (UKR)                                                               | 蔣芬芬 · 中国 (CHN)                                                     | ビクトリア・スラノワ · 中立パラリンピック (NPA)                                       |
| 400 m    | T38    | カレン・パロメケ · コロンビア (COL)                                                                 | ルカ・エクラー · ハンガリー (HUN)                                       | リンディ・アベ · ドイツ (GER)                                                         |
| 400 m    | T47    | フェルナンダ・ヤラ・ダ・シウバ · ブラジル (BRA)                                                     | リスベリ・ベラ・アンドラデ · ベネズエラ (VEN)                           | マリア・クララ・アウグスト · ブラジル (BRA)                                           |
| 400 m    | T53    | カトリーヌ・デブルナー · スイス (SUI)                                                               | サマンサ・キングホーン · イギリス (GBR)                                 | 周洪転 · 中国 (CHN)                                                                   |
| 400 m    | T54    | レア・バイェクラ · ベルギー (BEL)                                                                   | マニュエラ・シャー · スイス (SUI)                                       | 周召倩 · 中国 (CHN)                                                                   |
| 800 m    | T34    | ハナ・コックロフト · イギリス (GBR)                                                                 | カリー・アデネガン · イギリス (GBR)                                     | エバ・ハウストン · アメリカ合衆国 (USA)                                               |
| 800 m    | T53    | カトリーヌ・デブルナー · スイス (SUI)                                                               | サマンサ・キングホーン · イギリス (GBR)                                 | 周洪転 · 中国 (CHN)                                                                   |
| 800 m    | T54    | マニュエラ・シャー · スイス (SUI)                                                                   | 周召倩 · 中国 (CHN)                                                     | スザナ・スカロニ · アメリカ合衆国 (USA)                                               |
| 1500 m   | T11    | ヤイシ・ガテ・テスファウ · ガイド:Kindu Girma · エチオピア (ETH)                                    | 何珊珊 · ガイド:游俊傑 · 中国 (CHN)                                     | ルーザンヌ・クッツェー · ガイド:Erasmus Badenhorst · 南アフリカ (RSA)                 |
| 1500 m   | T13    | ティギスト・メニグストゥ · エチオピア (ETH)                                                         | ファティマ・エザフラ・イドリシ · モロッコ (MAR)                         | リザ・コーソ · アメリカ合衆国 (USA)                                                   |
| 1500 m   | T20    | バルバラ・ビエガノフスカ＝ザヨンツ · ポーランド (POL)                                               | リュドミラ・ダニリナ · ウクライナ (UKR)                                 | アントニア・ケイラ・ダ・シウバ · ブラジル (BRA)                                       |
| 1500 m   | T54    | カトリーヌ・デブルナー · スイス (SUI)                                                               | サマンサ・キングホーン · イギリス (GBR)                                 | スザナ・スカロニ · アメリカ合衆国 (USA)                                               |
| 5000 m   | T54    | カトリーヌ・デブルナー · スイス (SUI)                                                               | スザナ・スカロニ · アメリカ合衆国 (USA)                                 | マディソン・デ・ロザリオ · オーストラリア (AUS)                                       |
| マラソン | T12    | ファティマ・エザフラ・イドリシ · モロッコ (MAR)                                                     | メリエム・エンヌルヒ · ガイド:アブデルハディ・ハルティ · モロッコ (MAR) | 道下美里 · 日本 (JPN)                                                                 |
| マラソン | T54    | カトリーヌ・デブルナー · スイス (SUI)                                                               | マディソン・デ・ロザリオ · オーストラリア (AUS)                         | スザナ・スカロニ · アメリカ合衆国 (USA)                                               |
| 走幅跳   | T11    | アシラ・ミルザヨロワ · ウズベキスタン (UZB)                                                         | 周国華 · 中国 (CHN)                                                     | アルバ・ガルシア・ファラガン · スペイン (ESP)                                         |
| 走幅跳   | T12    | オクサナ・ズブコフスカ · ウクライナ (UKR)                                                           | サラ・マルティネス · スペイン (ESP)                                     | リンダ・ハムリ · アルジェリア (ALG)                                                   |
| 走幅跳   | T20    | カロリナ・クハルチク · ポーランド (POL)                                                             | ジレイジ・カシアノ・ダ・シウバ · ブラジル (BRA)                         | ファトマ・ダムラ・アルティン · トルコ (TUR)                                           |
| 走幅跳   | T37    | 文暁燕 · 中国 (CHN)                                                                                 | ジャリーン・ロバーツ · アメリカ合衆国 (USA)                             | マノン・ジュネ · フランス (FRA)                                                       |
| 走幅跳   | T38    | ルカ・エクラー · ハンガリー (HUN)                                                                   | ネレ・モース · ドイツ (GER)                                             | カレン・パロメケ · コロンビア (COL)                                                   |
| 走幅跳   | T47    | キアラ・ロドリゲス · エクアドル (ECU)                                                               | ペトラ・ルテーラン · ハンガリー (HUN)                                   | ビヨルク・ノエレマルク · デンマーク (DEN)                                             |
| 走幅跳   | T63    | バネッサ・ロー · オーストラリア (AUS)                                                               | マルティーナ・カイロニ · イタリア (ITA)                                 | エレナ・クラター · スイス (SUI)                                                       |
| 走幅跳   | T64    | フルール・ヨング · オランダ (NED)                                                                   | マルレーネ・ファン・ハンスウィンクル · オランダ (NED)                   | ベアトリス・ハッツ · アメリカ合衆国 (USA)                                             |
| 砲丸投   | F12    | アスンタ・レニャンテ · イタリア (ITA)                                                               | サフィア・ブルハノワ · ウズベキスタン (UZB)                             | 趙玉萍 · 中国 (CHN)                                                                   |
| 砲丸投   | F20    | サブリナ・フォーチュン · イギリス (GBR)                                                             | グロリア・アグブルマニョン · フランス (FRA)                             | ポレ・メンデス · エクアドル (ECU)                                                     |
| 砲丸投   | F32    | アナスタシア・モスカレンコ · ウクライナ (UKR)                                                       | ワンナ・エレナ・ブリト・オリベイラ · ブラジル (BRA)                     | エフゲニア・ガラクティオノワ · 中立パラリンピック (NPA)                               |
| 砲丸投   | F33    | 呉晴 · 中国 (CHN)                                                                                   | ギルダ・グアダルペ・コタ・ベラ · メキシコ (MEX)                         | スベトラーナ・クリベノク · 中立パラリンピック (NPA)                                   |
| 砲丸投   | F34    | 鄒莉娟 · 中国 (CHN)                                                                                 | ルツィナ・コルノビス · ポーランド (POL)                                 | サイダ・アムディ · モロッコ (MAR)                                                     |
| 砲丸投   | F35    | マリア・ポマザン · ウクライナ (UKR)                                                                 | 王君 · 中国 (CHN)                                                       | アナ・ニコルソン · イギリス (GBR)                                                     |
| 砲丸投   | F37    | 李英粒 · 中国 (CHN)                                                                                 | 米娜 · 中国 (CHN)                                                       | イリーナ・ベルティンスカヤ · 中立パラリンピック (NPA)                                 |
| 砲丸投   | F40    | ララ・バールス · オランダ (NED)                                                                     | レナタ・シリビンスカ · ポーランド (POL)                                 | ラジャ・ジャバリ · チュニジア (TUN)                                                   |
| 砲丸投   | F41    | ラウア・トリリ · チュニジア (TUN)                                                                   | クバロ・ハキモワ · ウズベキスタン (UZB)                                 | アントネジャ・ルイス・ディアス · アルゼンチン (ARG)                                   |
| 砲丸投   | F46    | ノエル・マルカマキ · アメリカ合衆国 (USA)                                                           | マリア・シパトキフスカ · ウクライナ (UKR)                               | ホリー・ロビンソン · ニュージーランド (NZL)                                           |
| 砲丸投   | F54    | グロリア・サルサ · メキシコ (MEX)                                                                   | エリザベス・ロドリゲス・ゴメス · ブラジル (BRA)                         | ヌルホン・クルバノワ · ウズベキスタン (UZB)                                           |
| 砲丸投   | F57    | サフィア・ジェラル · アルジェリア (ALG)                                                             | 徐冕 · 中国 (CHN)                                                       | ナシマ・サイフィ · アルジェリア (ALG)                                                 |
| 砲丸投   | F64    | 姚娟 · 中国 (CHN)                                                                                   | アレル・ミドルトン · アメリカ合衆国 (USA)                               | 楊月 · 中国 (CHN)                                                                     |
| 円盤投   | F11    | 張亮敏 · 中国 (CHN)                                                                                 | アスンタ・レニャンテ · イタリア (ITA)                                   | 薛恩慧 · 中国 (CHN)                                                                   |
| 円盤投   | F38    | シモネ・クルーガー · 南アフリカ (RSA)                                                               | 李英粒 · 中国 (CHN)                                                     | シオマラ・サルダリアガ · コロンビア (COL)                                             |
| 円盤投   | F41    | ラウア・トリリ · チュニジア (TUN)                                                                   | ユスラ・カリム · モロッコ (MAR)                                         | エステファニ・ロペス · エクアドル (ECU)                                               |
| 円盤投   | F53    | エリザベス・ロドリゲス・ゴメス · ブラジル (BRA)                                                     | 鬼谷慶子 · 日本 (JPN)                                                   | ゾイア・オフシ · ウクライナ (UKR)                                                     |
| 円盤投   | F55    | エリカ・マリア・カスタニョ・サラサール · コロンビア (COL)                                           | 董飛霞 · 中国 (CHN)                                                     | ロサ・マリア・ゲレロ・カサレス · メキシコ (MEX)                                       |
| 円盤投   | F57    | ナシマ・サイフィ · アルジェリア (ALG)                                                               | 徐冕 · 中国 (CHN)                                                       | モヒグル・ハムダモワ · ウズベキスタン (UZB)                                           |
| 円盤投   | F64    | 楊月 · 中国 (CHN)                                                                                   | 姚娟 · 中国 (CHN)                                                       | オシリス・マチャド · メキシコ (MEX)                                                   |
| やり投   | F13    | 趙玉萍 · 中国 (CHN)                                                                                 | アンナ・クリニチ＝ソロキナ · 中立パラリンピック (NPA)                   | ナタリヤ・エダー · オーストリア (AUT)                                                 |
| やり投   | F34    | 鄒莉娟 · 中国 (CHN)                                                                                 | 左彩雲 · 中国 (CHN)                                                     | デイナ・クリース · オーストラリア (AUS)                                               |
| やり投   | F46    | ナイビス・ダニエラ・モリロ・ヒル · ベネズエラ (VEN)                                                 | シャヒナホン・イギタリエワ · ウズベキスタン (UZB)                       | ホリー・アーノルド · イギリス (GBR)                                                   |
| やり投   | F54    | ヌルホン・クルバノワ · ウズベキスタン (UZB)                                                         | フロラ・ウグンワ · ナイジェリア (NGR)                                   | エルハム・サレヒ · イラン (IRI)                                                       |
| やり投   | F56    | ダイアナ・クルミニャ · ラトビア (LAT)                                                               | ライサ・ロシャ・マシャド · ブラジル (BRA)                               | 林思彤 · 中国 (CHN)                                                                   |
| こん棒投 | F32    | ロザ・コザコフスカ · ポーランド (POL)                                                               | マルア・イブラハミ · チュニジア (TUN)                                   | パラストオ・ハビビ · イラン (IRI)                                                     |

### 混合
| 種目                        | 金                                                         | 銀                                                                                               | 銅 |
| --------------------------- | ---------------------------------------------------------- | ------------------------------------------------------------------------------------------------ | --- |
| 4 × 100 mユニバーサルリレー | 中国 (CHN) · 周国華 · ガイド:賈登璞 · 王浩 · 文暁燕 · 胡洋 | イギリス (GBR) · ザカリー・ショー · ジョニー・ピーコック · アリ・スミス · サマンサ・キングホーン | アメリカ合衆国 (USA) · ノア・マローン · ハンター・ウッドホール · テーラー・スワンソン · タチアナ・マクファデン · コルバン・ベスト |

## ローイング
| 種目                   | 金 | 銀 | 銅 |
| ---------------------- | --- | --- | --- |
| 男子シングルスカル PR1 | ベンジャミン・プリチャード · イギリス (GBR)                                                                                       | ロマン・ポリアンスキー · ウクライナ (UKR) | ロマン・ポリアンスキー · オーストラリア (AUS)                                                                       |
| 女子シングルスカル PR1 | モラン・サミュエル · イスラエル (ISR)                                                                                             | ビルギット・ロビセ・レクム・スカルシュタイン · ノルウェー (NOR)                                                                                   | ナタリー・ブノワ · フランス (FRA)                                                                                   |
| 混合ダブルスカル PR2   | イギリス (GBR) · ローレン・ロールズ · グレッグ・スティーブンソン                                                                  | 中国 (CHN) · 劉爽 · 蔣継剣 | イスラエル (ISR) · シャハー・ミルフェルダー · サレフ・シャヒン                                                      |
| 混合ダブルスカル PR3   | オーストラリア (AUS) · ニキ・エイヤーズ · ジェド・アルチュワガー                                                                  | イギリス (GBR) · サミュエル・マリー · アナベル・カディック                                                                                        | ドイツ (GER) · ヤン・ヘルミヒ · ヘルミネ・クルンバイン                                                              |
| 混合舵手つきフォア PR3 | イギリス (GBR) · フランセスカ・アレン · ギーダー・ラカウスカイト · ジョシュア・オブライン · エドワード・フラー · エリン・ケネディ | アメリカ合衆国 (USA) · スカイラー・ダール · ジェマ・ウォレンシュレーガー · アレックス・フリン · ベン・ウォッシュバーン · エメリー・エルドラチャー | フランス (FRA) · カンディス・シャファ · レミ・タラント · グレゴワール・ビロー · マルゴ・ブレ · エミリ・アキスタパス |